# Sorbolo Mezzani
Sorbolo Mezzani (Sòrbol Amzàn in dialetto parmigiano, Sòrbel Mzàn o Sòrbl'Amzàn in dialetto locale) è un comune italiano sparso di 13 090 abitanti della provincia di Parma in Emilia-Romagna. È stato istituito il 1º gennaio 2019 dalla fusione dei comuni di Sorbolo e Mezzani ed è parte dell'Unione Bassa Est Parmense. La sede comunale si trova nel municipio della frazione di Sorbolo, il palazzo municipale presso Casale di Mezzani ospita la sede sussidiaria.

## Geografia fisica

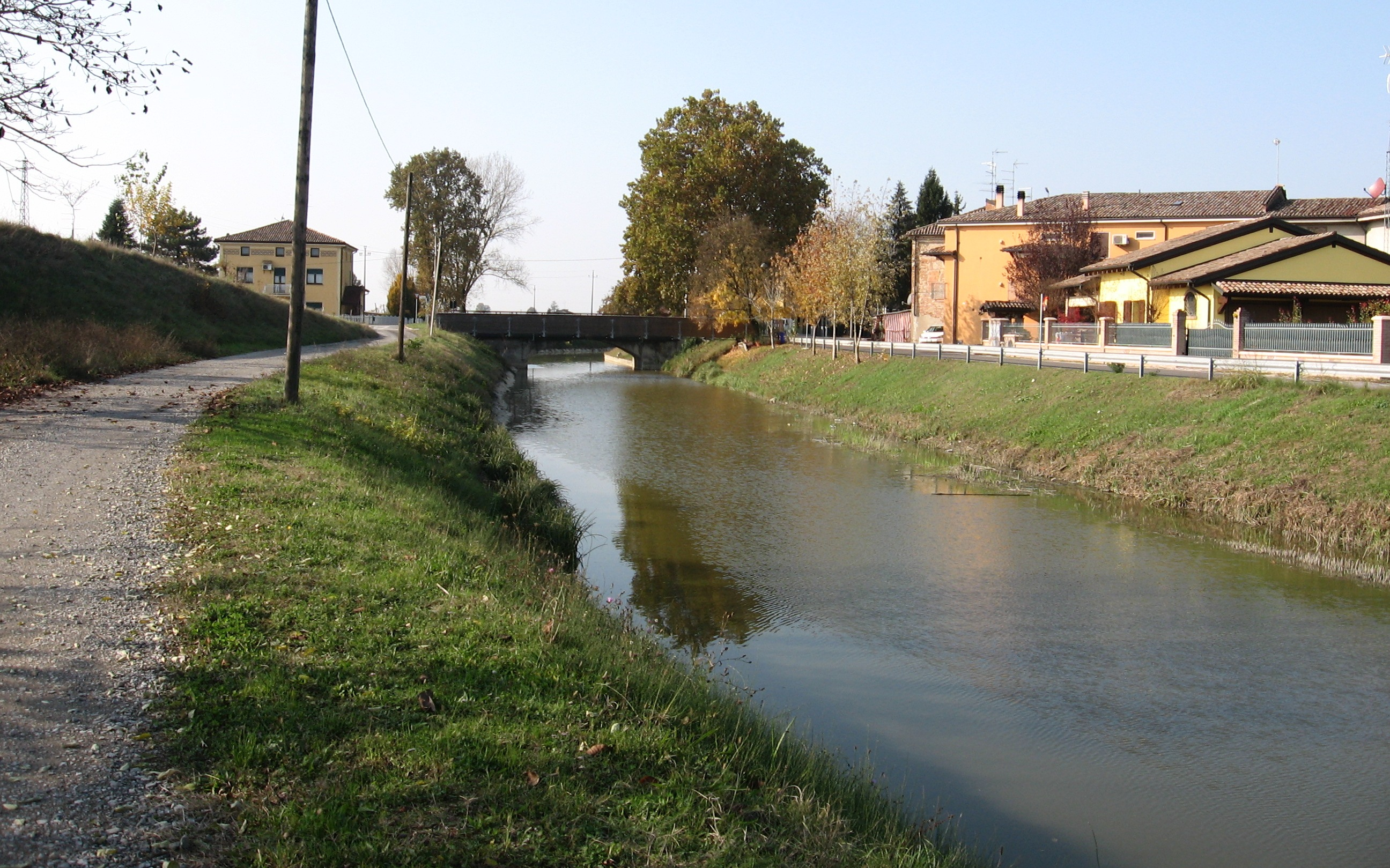
Il canale Parmetta un tempo confine tra i comuni di Mezzani e Sorbolo

### Territorio
Il territorio si trova all'estremità nordorientale della provincia di Parma, al confine con tre provincie: Reggio Emilia, Mantova, Cremona, situato al centro della Pianura Padana nell'area meno elevata chiamata Bassa o più localmente a livello provinciale Bassa parmense. Il comune dista 12 km dal capoluogo Parma; è posto sul lato sinistro del torrente Enza che costituisce il confine della provincia di Parma con la provincia di Reggio nell'Emilia e sulla riva destra del fiume Po che demarca il confine tra la regione Emilia-Romagna e la regione Lombardia.
Il comune è attraversato dalla SSR 62 della Cisa ora in gestione alla provincia di Parma e dalla strada provinciale 118R tratto della Autostrada Regionale Cispadana in provincia di Parma.
Una piccola porzione del territorio si trova oltre il fiume Po: l'Isola di Fossacaprara che è oggi praticamente congiunta con la riva lombarda appartiene in parte al municipio di Mezzani. Un'ampia fascia settentrionale rientra nella golena del Po, questa zona è scarsamente popolata e ad uso prevalentemente agricolo. La zona più vicina al corso d'acqua non è protetta da argini ed è detta golena aperta, qui si trovano residui di vegetazione spontanea (principalmente saliceti) e lanche, molto diffusa è la pioppicoltura, le abitazioni sono assenti. Spostandosi dall'alveo fluviale in direzione dell'argine maestro si incontrano alcuni argini consortili che difendono e delimitano le golene chiuse. In esse il fertile terreno ospita un'agricoltura intensiva e sono presenti abitazioni sparse. I principali consorzi golenali del comune sono: a destra del Parma, quelli delle Ghiare Bonvisi e di Bocca d'Enza mentre quello di Mezzano Rondani si trova alla sinistra del torrente.
I centri abitati della zona di Mezzani sorgono nei pressi dell'argine maestro sui dossi fluviali del Po, su di essi sono ubicate anche le vie di comunicazione storiche. I centri di Coenzo, Enzano, Sorbolo e Casaltone sono invece situati sui dossi fluviali del torrente Enza. A sud dei Mezzani la zona ovest del comune è invece costituita da un ambiente vallivo in cui in passato era frequente il ristagno delle acque. Gli interventi di bonifica occorsi tra fine '800 e inizi del '900 hanno permesso anche in questi terreni un'agricoltura intensiva e l'insediamento di abitazioni sparse. Queste aree più depresse hanno un'altezza di 2 - 3 metri inferiore rispetto ai corrispondenti dossi fluviali.

### Idrografia
Il comune è bagnato a nord dal fiume Po, a est dal torrente Enza che sbocca in Po nei pressi di Brescello, è attraversato a nord ovest dal torrente Parma che sfocia nel Po nei pressi di Mezzano Superiore.
Sono inoltre da segnalare i numerosi canali artificiali che attraversano il territorio, tra cui spiccano i canali (o cavi) Naviglio-Terrieri, Fumolenta, Gambalone e Parmetta, quest'ultimo segnava il confine tra gli ex comuni di Sorbolo e Mezzani. Tutti e quattro i corsi d'acqua sono affluenti di sinistra dell'Enza, monitorati dalla competente autorità di bacino (AdBPO). 
Nella golena del fiume Po è presente la Parma morta, alveo abbandonato del torrente Parma, anch'esso affluente dell'Enza.

### Clima
Il clima è tipicamente temperato-continentale. Gli inverni sono moderatamente rigidi con temperature minime spesso al di sotto dello zero e poco piovosi. Le estati sono calde ed afose nei mesi di luglio e agosto, con temperature che possono raggiungere i 35 °C e con precipitazioni a carattere temporalesco. Le primavere e gli autunni sono generalmente piovosi. In autunno è frequente il fenomeno della nebbia. Durante i mesi invernali, le precipitazioni possono essere nevose che in alcuni casi, possono anche produrre notevoli accumuli al suolo (circa 60 cm nel caso della tempesta "Big Snow" del febbraio 2015).
La temperatura media del mese più freddo, gennaio, si attesta a +2,1 °C; quella del mese più caldo, agosto, è di circa +23,7 °C. Le precipitazioni medie annue si attestano a 829 mm, con minimi relativi in estate e in inverno, picco massimo in autunno e massimo secondario in primavera. Il mese più piovoso è novembre con una media di 93 mm, il più secco è il mese di luglio con una media di 49 mm. Il regime pluviometrico è generalmente caratterizzato da due massimi e due minimi: il massimo assoluto è localizzato nel periodo tra ottobre e novembre, l'altro picco seppure in misura minore si ha tra aprile e maggio. Il minimo assoluto è invece localizzato nel mese di luglio, altro periodo con piogge minori è tra gennaio e febbraio.
| Mezzano Inferiore (1950-2000) Brescello (1988-2004) | Mesi | Mesi | Mesi | Mesi | Mesi | Mesi | Mesi | Mesi | Mesi | Mesi | Mesi | Mesi | Stagioni | Stagioni | Stagioni | Stagioni | Anno |
| Mezzano Inferiore (1950-2000) Brescello (1988-2004) | Gen  | Feb  | Mar  | Apr  | Mag  | Giu  | Lug  | Ago  | Set  | Ott  | Nov  | Dic  | Inv      | Pri      | Est      | Aut      | Anno |
| --------------------------------------------------- | ---- | ---- | ---- | ---- | ---- | ---- | ---- | ---- | ---- | ---- | ---- | ---- | -------- | -------- | -------- | -------- | ---- |
| T. max. media (°C)                                  | 6,2  | 10,2 | 15,9 | 18,1 | 23,4 | 26,8 | 30,1 | 30,3 | 24,7 | 18,7 | 11,0 | 6,0  | 7,5      | 19,1     | 29,1     | 18,1     | 18,5 |
| T. min. media (°C)                                  | −1,5 | −1,1 | 2,6  | 6,1  | 11,3 | 14,9 | 16,8 | 17,0 | 12,3 | 9,4  | 3,8  | −0,6 | −1,1     | 6,7      | 16,2     | 8,5      | 7,6  |
| Precipitazioni (mm)                                 | 56   | 56   | 65   | 77   | 72   | 64   | 49   | 66   | 70   | 93   | 93   | 68   | 180      | 214      | 179      | 256      | 829  |

## Origini del nome
La toponomastica ufficiale concorda nel vedere l'origine del nome Sorbolo come fitonimo, derivante dal latino Sorbus, e cioè il nome dell'albero da frutto detto sorbo, con il suffisso –ulus. Nell'antichità la pianta del sorbo era molto presente in zona mentre oggi in Emilia-Romagna è poco diffusa ed è tutelata come antico albero da frutto autoctono.
La parola Mezzano con i suoi derivati, deriva dal latino medianus il cui significato è che sta in mezzo. Si tratta di un nome che in passato veniva spesso attribuito alle isole fluviali del Po, tant’è vero che oggi lungo le sponde del fiume si incontrano diversi centri abitati con questa denominazione (Mezzana Bigli, Mezzanino, Mezzana Rabattone). Il nome deriva da quello di tre delle frazioni del preesistente comune di Mezzani, è quindi una denominazione cumulativa che identificava l’ente territoriale e non una specifica località.

## Storia

### Epoca protostorica e romana
Le tracce più antiche di insediamento umano nell'area di Sorbolo Mezzani risalgono al periodo protostorico delle terramare (XVII-XIII secolo a.C.) rinvenute presso le frazioni di Coenzo in località Pantera e Casaltone. Tracce di insediamenti dell'età del ferro sono invece stati rinvenuti presso Ramoscello.
In epoca preromana va ricordato il vicino insediamento dei Galli Cenomani di Brixellum divenuta poi città romana. Con la deduzione della colonia di Parma nel 183 a.C., il territorio comunale entrò a far parte dell'Impero Romano e venne centuriato in proprietà agricole facenti capo ad una villa rustica. Ancora oggi le zone di Ramoscello, Frassinara e Mazzabue preservano gran parte della centuriazione romana.
L'area di Sorbolo era il crocevia dei commerci e delle comunicazioni tra Parma e l'importante centro romano di Brixellum, oggi Brescello. Negli anni '50 venne scoperto nell'orto della canonica del paese un cippo di età imperiale dedicato a tale Vitor Arniense, appartenente ad una tribù ben documentata a Brescello. Il cippo era stato riutilizzato come pietra di fondazione nel XVII secolo, come testimonierebbe una seconda iscrizione frammentaria databile a quest'epoca. Altre testimonianze dell’epoca, quali alcune tombe e monete, furono rinvenute fortuitamente in epoche diverse (1686, 1961) nella zona di Ramoscello. La parte settentrionale del territorio comunale corrispondente ai tre Mezzani in epoca romana era occupata dal Po che a partire dall’alto medioevo iniziò a spostarsi verso nord.

### Epoca medievale e la formazione dei centri abitati
In seguito alla caduta di Roma, i terreni coltivati furono progressivamente abbandonati. Solo secoli dopo l'attività di bonifica riprese grazie all'opera dei monasteri della zona. Alcuni toponimi riportano ancora alla memoria antichi boschi: Ramoscello Frassinara e Sorbolo.
Le prime notizie degli attuali centri abitati del comune risalgono all’alto medioevo. Di Coenzo si hanno già notizie in un precetto reale del longobardo Liutprando datato 2 agosto 712 ove si fa cenno all'abitato con l'antico toponimo di Casale San Pietro. Il paese è citato per la prima volta col toponimo attuale in un atto del 1140 della Badessa del Monastero di Sant'Alessandro di Parma.
Sorbolo è nominato per la prima volta nell'835 in un atto con il quale la regina Cunegonda conferisce Sorbulo al monastero di Sant'Alessandro di Parma.
A Frassinara un atto di donazione di Lotario al conte Maginfredo dell’848 documenta l’esistenza di un castello, la sua presenza è nuovamente confermata da una pergamena del XII secolo.

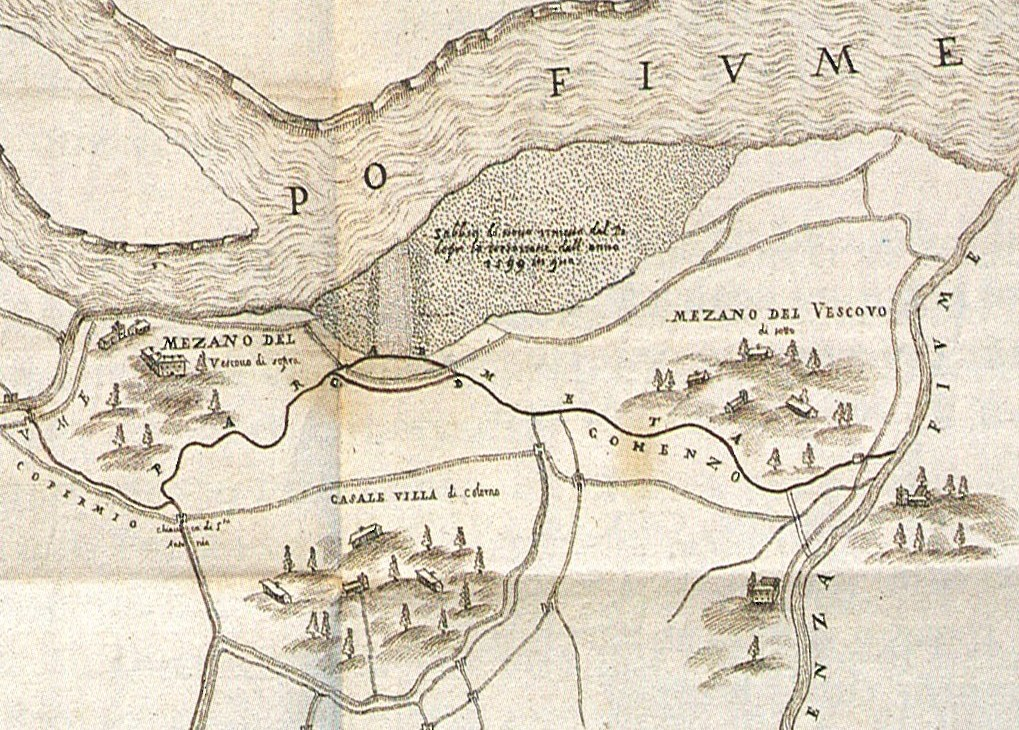
il territorio di Mezzani in una carta di Smeraldo Smeraldi del XVII secolo

Casale fu fondato su un'isola del Po, in un documento dell'890 era infatti definito "insula iuxta Padum" per diventare alcuni secoli più tardi "Casalis ripae Padi" poiché il fiume si era spostato più a nord. La presenza del fiume a sud dell'abitato è testimoniata dalla località Valle.
Casaltone è menzionato per la prima volta in un documento dell'anno 945, vi fa riferimento col nome di Casale Toloni , una pergamena dell'anno 1005, appare invece col toponimo di Casale Ottoni
A Ramoscello è documentata fino all'anno 948 la presenza di un Ospedale, detto "della Formica" dipendente dal punto di vista ecclesiastico dal plebato di Casaltone.
L'imperatore Carlo il Grosso nell'880 concesse al Vescovo di Parma Guibodo le rive dei fiumi Po, Parma, Enza e Taro e le isole che si trovavano in essi. Per tale motivo, Mezzano Superiore e Inferiore fondati su isole del Po furono fin dalla loro nascita possedimenti dell'episcopato parmense. L'epoca della loro formazione come isole del fiume non è certa, tuttavia nel 1131 esisteva già un primo Mezzano che corrispondeva all'attuale Superiore, l'Inferiore si formò posteriormente al 1306. Il Vescovo iniziò a popolare i suoi territori dando in enfiteusi i terreni di sua proprietà.

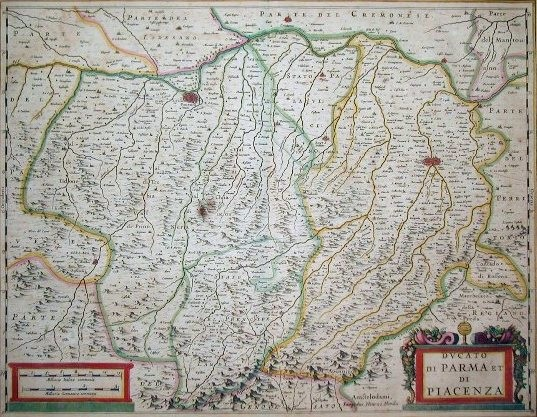
Mappa del Ducato di Parma e Piacenza 1639

Mezzano Rondani sorse sulla riva lombarda del Po. A seguito del progressivo spostamento corso d'acqua verso nord, il paese nel XIV secolo fu scavalcato dal corso del fiume e si ritrovò prima su un'isola fluviale in seguito venne unito con la riva parmigiana. È possibile capire quanta sponda lombarda sia scomparsa nel corso dei secoli osservando l'attuale distanza dal fiume dei paesi parmensi originariamente sorti alla confluenza di un torrente nel Po: Coltaro (Caput Tari), Colorno (Caput Lurni), Copermio (Caput Parmae) e Coenzo (Caput Entiae). Prova di questo spostamento è anche la presenza a sud dei tre Mezzano dell'Argine di Sant'Antonio un tempo argine maestro del fiume.
Mazzabue, già territorio paludoso di proprietà vescovile, nel 1291 venne acquistato, fatto bonificare e mettere a coltura dal cardinale Gerardo Bianchi. Questi terreni furono donati dal Bianchi alla prebenda del Battistero di Parma e successivamente all'abbazia di San Martino dè Bocci.
L'attività monastica si fa particolarmente intensa tra i secoli X e XVI, periodo durante il quale operano sul territorio del comune i monasteri di San Giovanni Evangelista, di Sant'Uldarico e dell'Abbazia Cistercense di San Martino dei Bocci.
Altra importante attività monastica a Sorbolo è quella ospedaliera: San Macario a Chiozzola, l'Ospizio di San Leonardo della Formicola a Ramoscello (fino al XVI secolo) e l'Ospedale della Scolopia, costruito dai frati ospedalieri presso il ponte dell'Enza nel 1170.
Il potere politico era invece rappresentato dalle caseforti di Ramoscello e Frassinara, ma soprattutto dai ponti fortificati di Coenzo e di Sorbolo.

### Il Ducato di Parma e la contea vescovile
Con la creazione del Ducato di Parma iniziò l'età farnesiana (1545-1731) durante la quale il potere monastico fu progressivamente sostituito da quello borghese e nobiliare. Diverse famiglie furono investite di titoli nobiliari e di beni nel territorio di Sorbolo: i Calvi (a Coenzo), i Campori-Menafoglio, i Gruppini (che lasciano il nome alla principale via centrale di Sorbolo) e dei Lalatta.

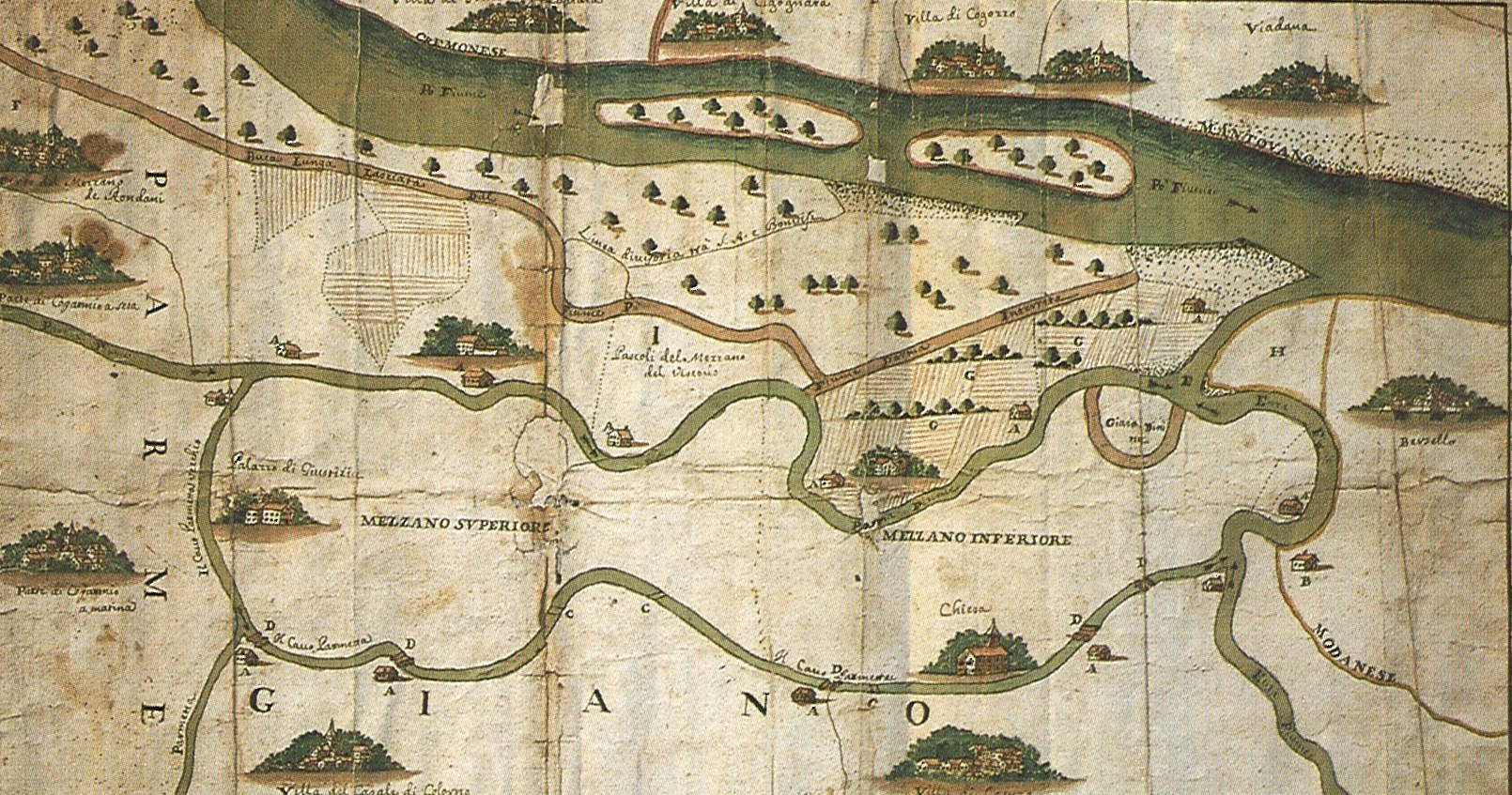
il feudo vescovile di Mezzani in una carta del XVIII secolo

Anche Mezzano Rondani, Casale e Mazzabue fecero parte della giurisdizione ducale. Mezzano Inferiore e Superiore furono invece da sempre parte del feudo del Vescovo di Parma che a Mezzano Superiore aveva un palazzo in cui dimorava durante le sue visite. Si trattava di uno stato autonomo soggetto al potere temporale dell'episcopato parmense che concesse alla popolazione del luogo diversi privilegi fiscali.

Dopo diversi tentativi, nel 1763 i duchi di Parma riuscirono ad ottenere dal Vescovo la rinuncia alla propria signoria secolare sui territori dei due Mezzani. La popolazione dei due paesi privata dell'autonomia e dei privilegi di cui aveva goduto fino ad allora, si rifiutò di giurare fedeltà al Duca Filippo I di Parma. La situazione fu risolta con l'intervento dei dragoni ducali.
Nel 1801 il Ducato di Parma venne annesso alla Francia napoleonica. In seguito alle riforme approntate dall’amministrazione francese nel 1806 furono istituiti il comune di Sorbolo e il comune di Mezzani. Due anni dopo a Sorbolo venne realizzata la prima scuola.

### Dall’unità a oggi
Nel 1861 i due comuni col Ducato di Parma entrarono a far parte del Regno d'Italia.
Durante la seconda metà del XIX secolo la progressiva industrializzazione dell'economia portò alla nascita di società di mutuo soccorso: degli artigiani (1864), cooperativa di previdenza (1885), dei lavoranti (1891), di mutuo soccorso a Coenzo (1893). Quest'ultima tra l'altro disponeva di una biblioteca e organizzava corsi scolastici serali.
Lo sviluppo dell'economia comportò quindi la crescita demografica di alcune frazioni, ma soprattutto del paese di Sorbolo.
Verso la fine dell'800 iniziò un acceso dibattito sull'opportunità di effettuare opere di bonifica per rendere sfruttabili dall'agricoltura i terreni di alcune aree di Mazzabue, Frassinara e Coenzo più soggette al ristagno idrico. Nel 1905 venne costituito il Consorzio di bonifica Parma/Enza, ma sarà solo tra il 1910 e il 1911 che verranno effettuati i lavori che vedranno tra l'altro lo spostamento verso sud del cavo Parmetta e l'edificazione di una centrale idrovora a Bocca d'Enza.
Nel corso della seconda guerra mondiale diversi giovani del territorio presero parte alla resistenza partigiana. Tra i volontari mezzanesi, alcuni aderirono alla 78ª brigata Garibaldi S.A.P. con cui si dedicarono ad azioni di sabotaggio lungo le rive del Po, altri invece raggiunsero le formazioni partigiane sull’Appennino costituendo il Distaccamento Po inquadrati nella 12ª brigata Garibaldi operarono prima nella zona di Bardi e poi di Calestano. Furono poi inquadrati nella Brigata Pablo in aree più vicine ai paesi di origine. Intrapresero numerose azioni contro i nazifascisti di stanza a Mezzani. Tra i volontari provenienti dal comune si distinse Bruno Bocconi in seguito decorato con la Medaglia d'oro al valor militare alla memoria.
I volontari del comune di Sorbolo, furono inquadrati nella 7/a Brigata S.A.P. "Julia", ufficialmente istituita in data 7 marzo 1945. Essa operò principalmente nella zona della Val Parma dove fu impiegata per la difesa dello schieramento partigiano a monte. La brigata ebbe anche il compito di intralciare, mediante azioni di sabotaggio, i movimenti nemici lungo la Strada Nazionale della Cisa nonché di raccogliere informazioni ed aiuti dalle zone della Bassa. Tra il 6 ed il 13 aprile 1945 un distaccamento della 7/a "Julia" fu inoltre impiegato per un'azione di sabotaggio che rese inservibile il ponte sull'Enza, obiettivo di importanza strategica. Per tale motivo il comando partigiano tributò un encomio solenne alla pattuglia responsabile dell'azione.
Al termine della guerra, il comune di Mezzani venne insignito della Medaglia di bronzo al valor militare per il contributo dato dai propri cittadini alla resistenza.
Nel 1964 la borgata di Quadra Cantarano, già parte del comune di Sorbolo, fu aggregata al comune di Mezzani.
Nel 2018 furono aperte le consultazioni per fondere i due comuni di Sorbolo e Mezzani in una singola entità. Il 7 ottobre del 2018 il referendum diede esito positivo alla costituzione del nuovo comune di Sorbolo Mezzani, che nacque ufficialmente il 1º gennaio del 2019.
Tra il 2020 e il 2023 fu realizzato un importante intervento da parte del consorzio di Bonifica Parmense col tombamento del canale Mandracchio a Bocca d'Enza, si tratta dell'ultimo tratto della Parmetta che partendo dalla chiavica del Balano attraversa l'area del centro abitato situata in Golena. Il lavoro oltre all'intubamento del suddetto canale ha comportato la rimozione dei due arginali che lambivano il corso d'acqua, l'allargamento della strada comunale e la realizzazione di un percorso ciclabile.

## Monumenti e luoghi d'interesse

### Architetture religiose

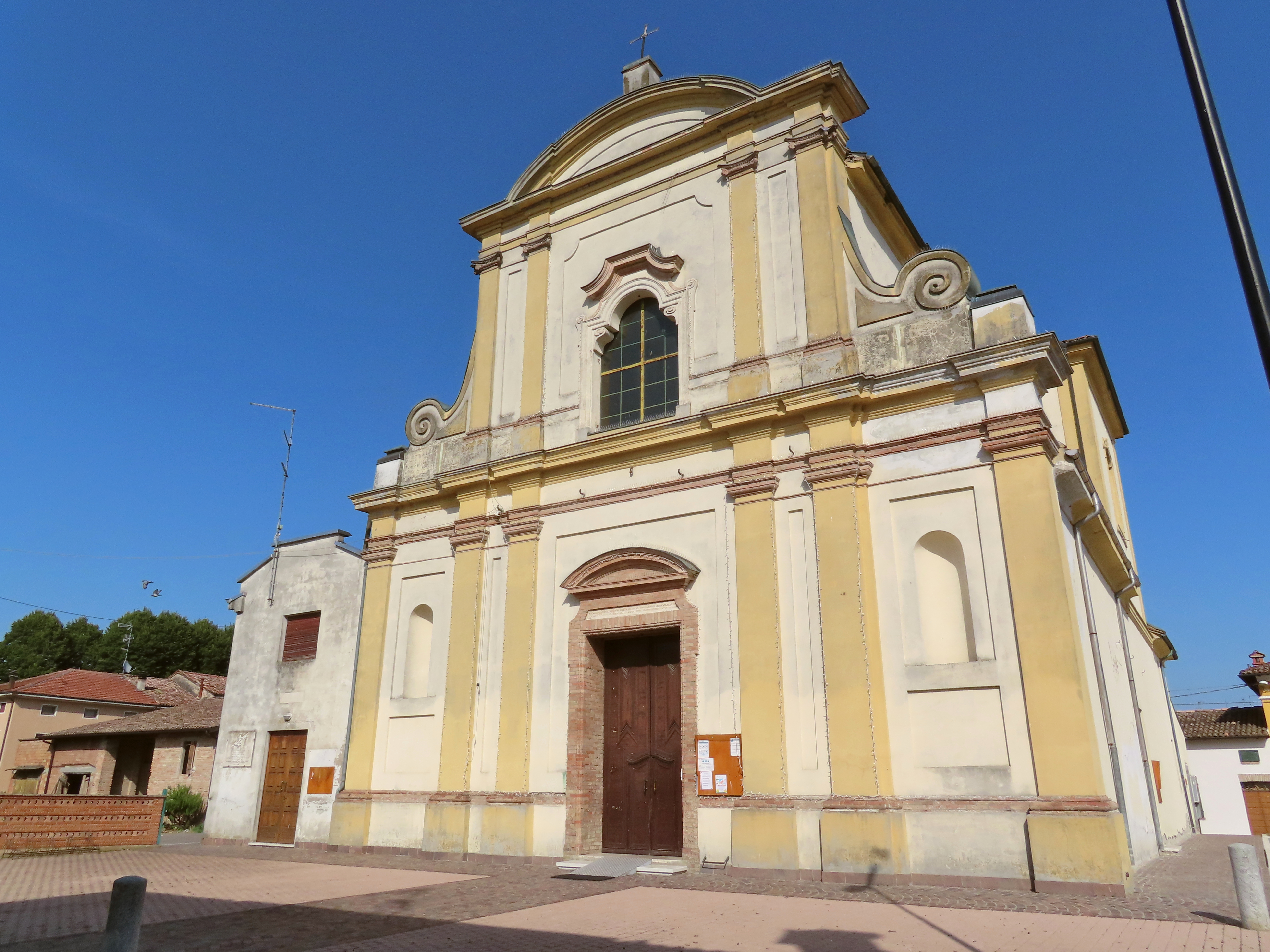
Chiesa della Natività di Maria Vergine a Mezzano Inferiore

- Oratorio della Beata Vergine delle Grazie (Mezzano Inferiore)
- Chiesa evangelica (Mezzano Inferiore) Fu edificata nel secondo dopoguerra dalla comunità evangelica metodista, fondata nella seconda metà del XIX secolo[41].
- Chiesa di Sant'Andrea (Enzano)
- Chiesa dei Santi Faustino e Giovita (Sorbolo)
- Chiesa della Purificazione di Maria Vergine (Casaltone)
- Chiesa di Santa Maria Annunziata (Mezzano Rondani)
- Chiesa di Santa Maria Nascente (Mezzano Inferiore)
- Chiesa di San Giacomo (Bogolese)
- Chiesa di San Lorenzo (Ramoscello)
- Chiesa di San Michele (Frassinara)
- Chiesa di San Michele (Mezzano Superiore)
- Chiesa di San Silvestro (Casale)
- Chiesa di San Siro (Coenzo)

### Architetture civili
- Asilo Monumento (Sorbolo)

Fu costruito grazie alle donazioni e alle offerte di aziende e singoli cittadini e fu inaugurato il 4 novembre 1934. Dopo l'8 settembre 1943 fu adibito a sede del comando tedesco e per questa ragione fu colpito e completamente distrutto da un bombardamento alleato nel luglio 1944. Ricostruito ex novo nel secondo dopoguerra è tornato alla sua funzione primigenia di asilo d'infanzia parrocchiale. Fino all'inizio del XXI secolo il corpo docente è stato composto in prevalenza da suore appartenenti all'ordine delle Figlie di Maria missionarie.
- Caserma dei Carabinieri (Sorbolo)

L'edificio, nel tipico stile littorio, fu costruito, con annessa palestra, sul finire degli anni '30 del '900 e ha ospitato dapprima la Casa del fascio "Arnaldo Mussolini", quindi, nel dopoguerra, fu sede della Casa del popolo e della Camera del lavoro. Infine, dalla metà degli anni '50, esso è sede della stazione sorbolese dell'Arma dei Carabinieri.
- Cinema Teatro "Virtus" (Sorbolo)

Il "Virtus" rappresenta l'unica (e l'ultima) sala cinematografica del paese, ospitata all'interno del salone parrocchiale polifunzionale. Lo schermo è di 45 m² con impianto audio monodigitale; la sala è capace di complessivi 150 posti a sedere di sola platea; le proiezioni, in seconda visione, avvengono generalmente nei soli week-end. La struttura è attrezzata altresì per ospitare rappresentazioni teatrali.
- Corte Bonvisi (Ghiare Bonvisi)

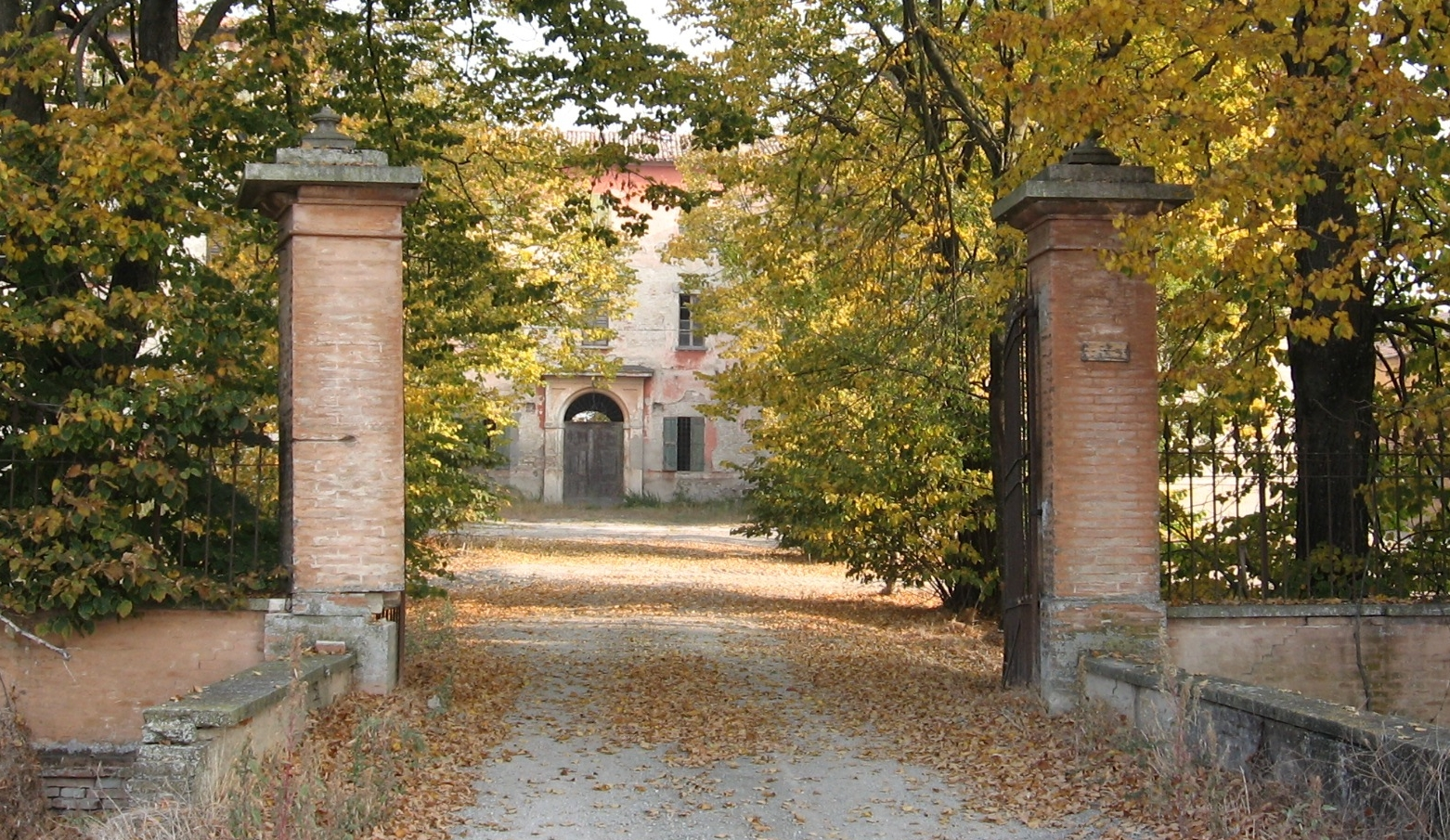
L'ingresso della corte di Frassinara

Edificata dai marchesi Bonvisi, che presero possesso dei terreni circostanti agli inizi del XVIII secolo, ospitava un tempo anche un Oratorio benedetto nel 1756 e dedicato a S. Bernardo degli Uberti. È stata rimaneggiata pesantemente nel corso degli anni. L’ala a nord è stata demolita in seguito alla politica di delocalizzazione delle abitazioni in terreni golenali attuata dalla regione Emilia-Romagna.
- Corte di Frassinara

È situata nell'omonima frazione, già sede di un convento dei monaci cistercensi, il cui stemma ornato con la Croce di Sant'Andrea campeggia su uno dei lati dell'androne di ingresso.
- Corte degli Oppi (Bocca d'Enza)

Si tratta di un'antica corte agricola, la contraddistinguono le caratteristiche finestre a bifora. All’interno della stessa si trova anche l’oratorio di Sant’Anna, più volte rimaneggiato (a inizio del XVIII secolo e nel 1928).
- Corte Pezzani (Sorbolo)

Pregevole esempio di fabbricato colonico della bassa parmense, è sede del Centro civico culturale comunale che ospita la biblioteca comunale, il centro sociale anziani, sale riunioni polivalenti (sala "Clivio" al piano terreno e sala "Adorni" al primo piano) e spazi espositivi. Nel cortile, durante il periodo estivo, è ospitata la rassegna cinematografica "Lo schermo in cortile" con proiezione delle pellicole di maggiore interesse della stagione precedente ad opera dell'associazione culturale "Officina Cineclub".
- Impianto idrovoro di Bocca d'Enza

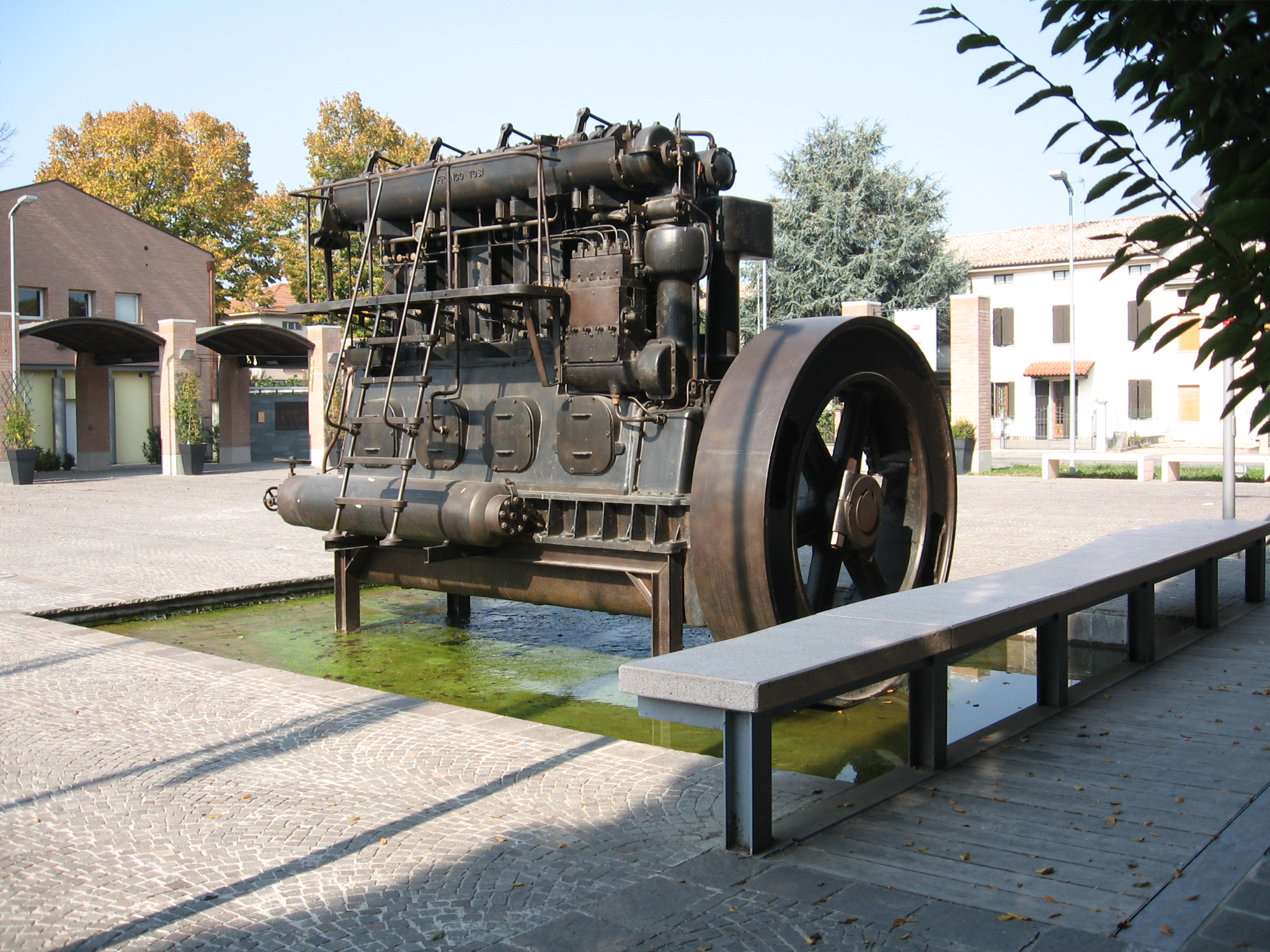
Il machinón, il primo motore dell'impianto idrovoro di Bocca d'Enza ora in piazza Belli a Mezzano Inferiore

L'edificio che ospita l'impianto idrovoro venne realizzato fra il 1908 e il 1917 e successivamente potenziato nel 2007. L'impianto è ubicato sul cavo Parmetta, dal 1910 garantisce il deflusso delle acque meteoriche anche dai terreni più bassi dell'entroterra mezzanese e colornese. Il primo motore dell'impianto idrovoro soprannominato Machinón oggi è esposto nella piazza di Mezzano Inferiore. Si tratta di un motore navale realizzato dalla ditta Franco Tosi di Legnano la cui forza motrice era sfruttata per il sollevamento delle acque del canale Parmetta ed è un esempio di archeologia industriale.
- Palazzo Campori-Menafoglio-Ferrari (Sorbolo)

Prospiciente la stazione, in via Marconi, fino al 1914 fu la residenza di villeggiatura dei marchesi Campori-Menafoglio di Modena, è oggi sede di una società. All'esterno si segnala un'armoniosa scalinata d'accesso e all'interno è presente una piccola cappella. Nel 1864 l'edificio fu teatro di una tragedia: a causa di un amore contrastato un militare e la sua fidanzata si suicidarono gettandosi nel pozzo della casa. La leggenda sorbolese vuole che il palazzo fosse in comunicazione tramite corridoio sotterraneo con l'antico mulino Mazzoli.
- Palazzo Gruppini (Sorbolo)

Situato nella via omonima, risale al XVII secolo.
- Palazzo municipale di Mezzani (Casale)

Fu edificato nella seconda metà del XIX secolo</ref>, quando fu deciso di spostare la sede comunale da Mezzano Inferiore alla località Parmetta di Casale. Realizzato in due fasi successive, presenta una facciata in stile neoclassico con quattro lesene intersecate da una fascia marcapiano. Le due lesene centrali sorreggono un frontone triangolare. Sul lato destro dell’edificio sono poste due lapidi commemorative dei mezzanesi caduti durante i conflitti dal XIX secolo a oggi e una a ricordo di Angelo Maria Cantoni, concittadino che prese parte alla Spedizione dei mille.
- Palazzo municipale di Sorbolo

Fu progettato nel 1899 dall'ing. Superchi, l'appalto fu vinto dalla "cooperativa di lavoro" di Sorbolo; i lavori per la costruzione durarono dalla primavera 1899 all'estate 1900 con un costo finale complessivo di 27.961 lire. La severa struttura su due livelli presenta un portone centrale rialzato, sovrastato da balcone. In epoca fascista furono apposte sulla facciata due lapidi, di cui una dedicata ai caduti della prima guerra mondiale (poi traslata e murata sulla facciata dell'Asilo Monumento in viale Rimembranze). Al di sotto delle finestre superiori furono incisi due aforismi del Duce (Chi non è pronto a morire per la sua fede non è degno di professarla" e "Noi diciamo che solo Iddio può piegare la volontà fascista, gli uomini e le cose mai"), poi rimossi nel dopoguerra. 
- Palazzo del Vescovo (Mezzano Superiore)

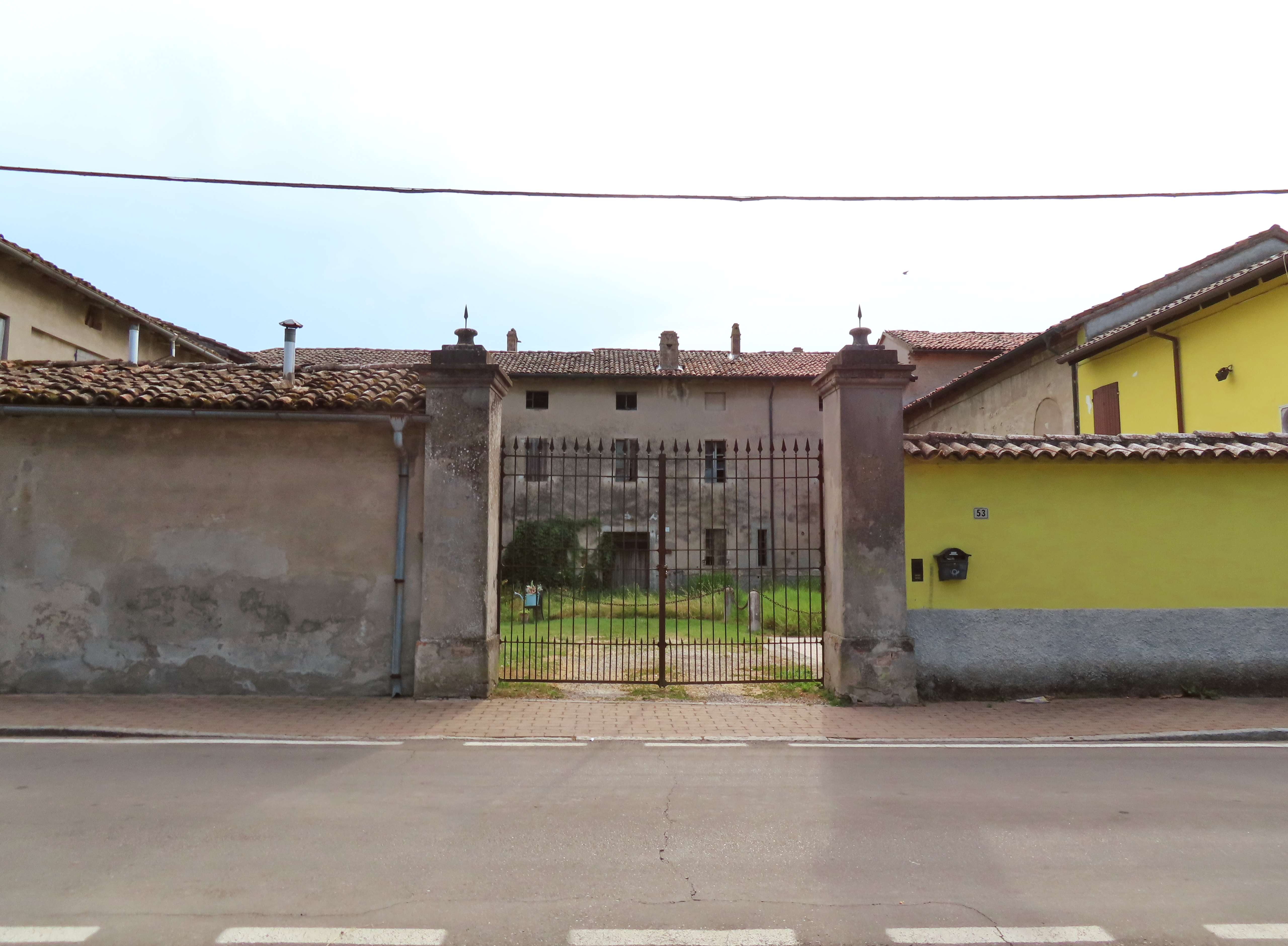
Palazzo del vescovo dei Mezzani

Voluto da monsignor Ferdinando Farnese (Vescovo di Parma dal 1573 al 1606) non fu completamente terminato, ma da alcuni disegni del XVI secolo sarebbe dovuto diventare grandioso. Oggi è utilizzato come abitazione privata.
- Ponte Albertelli

Il collaudo del ponte Littorio, poi ribattezzato nel dopo guerra in ponte Albertelli

Ponte in cemento armato realizzato nel 1932 sopra il torrente Parma, mette in comunicazione gli abitati di Mezzano Superiore, Copermio e Mezzano Rondani. Al momento della sua realizzazione, in epoca fascista fu denominato ponte del Littorio, successivamente è stato intitolato all'ingegnere e politico parmense Guido Albertelli.
- Ponte sull'Enza di Coenzo

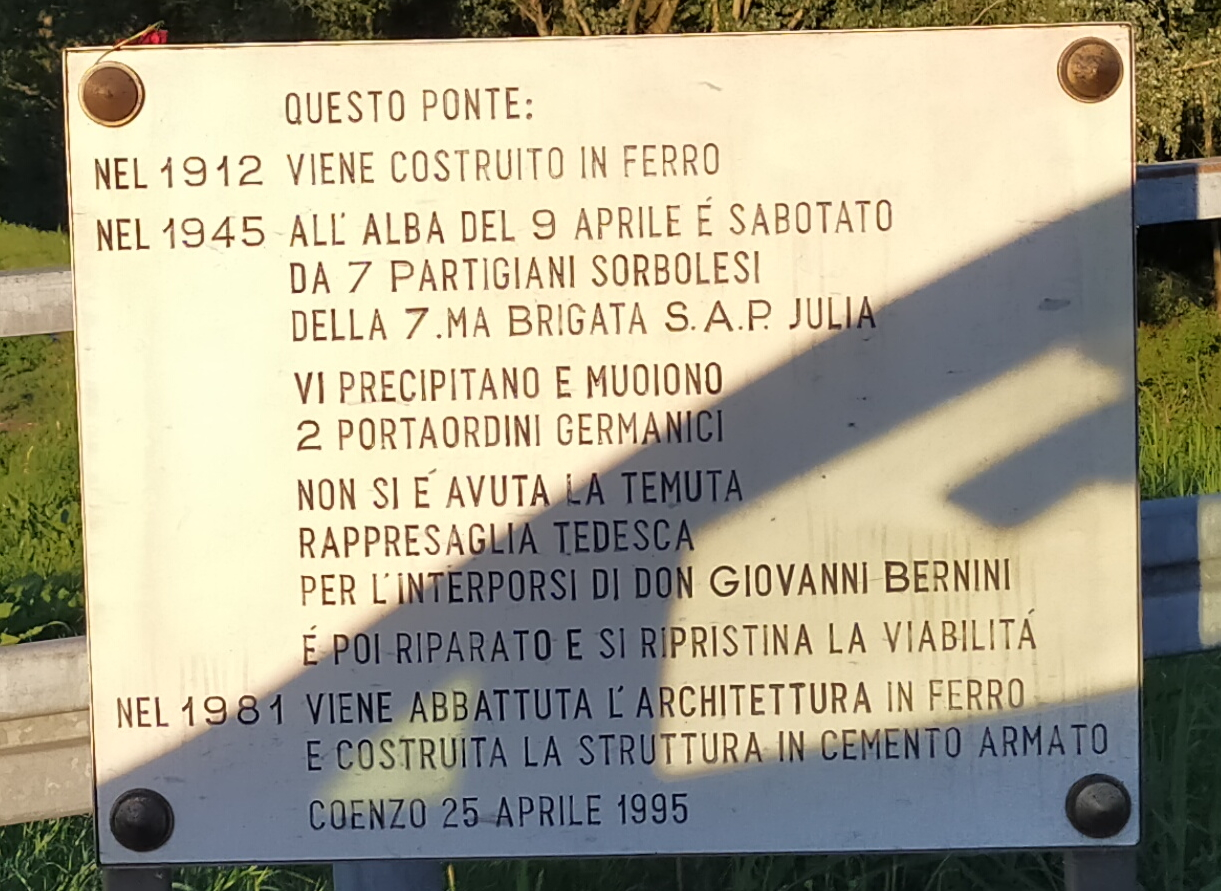
Targa sul ponte

Il ponte attraversa il torrente Enza e collega Coenzo con la SP41 che seguendo il percorso dell'argine maestro raggiunge Brescello. Un primo ponte in ferro venne realizzato nel 1912. Il 6 aprile 1945 fu danneggiato da un'azione partigiana in cui perirono due soldati tedeschi. Si temette un'azione di rappresaglia che non ebbe luogo anche grazie all'attività di mediazione operata da don Giovanni Bernini parroco di Mezzano Inferiore. Il ponte fu in seguito riparato e riaperto al transito. Ne 1981 venne sovralzato con l'inserimento sui piloni preesistenti di una struttura in cemento armato.
- Ex Scuole elementari (Mezzano Superiore e Casale di Mezzani)

Le ex scuole elementari di Mezzano Superiore furono edificate tra il 1915 e il 1917 su progetto dell'ingegner Achille Rossi e portate a termine dall'ingegner Guido Albertelli. Dopo la chiusura del plesso scolastico negli anni 80 sono ancora in attesa di un utilizzo alternativo. L'edificio è un tipico esempio dell'architettura Liberty minore del parmense.
Anche le scuole di Casale pur se rimaneggiate, mostrano ancora le originarie decorazioni Liberty; la loro corrispondenza con i fregi dell'edificio di Mezzano Superiore e con quelli presenti nel plesso di Mezzano Inferiore prima della ristrutturazione denotano un intervento unitario che riguardò tutte le scuole del territorio mezzanese agli inizi del 900. Le scuole di Casale cessarono la loro funzione originaria alla fine degli anni 70, successivamente furono trasformate in una struttura psichiatrica e oggi ospitano una delle due REMS della regione Emilia-Romagna.

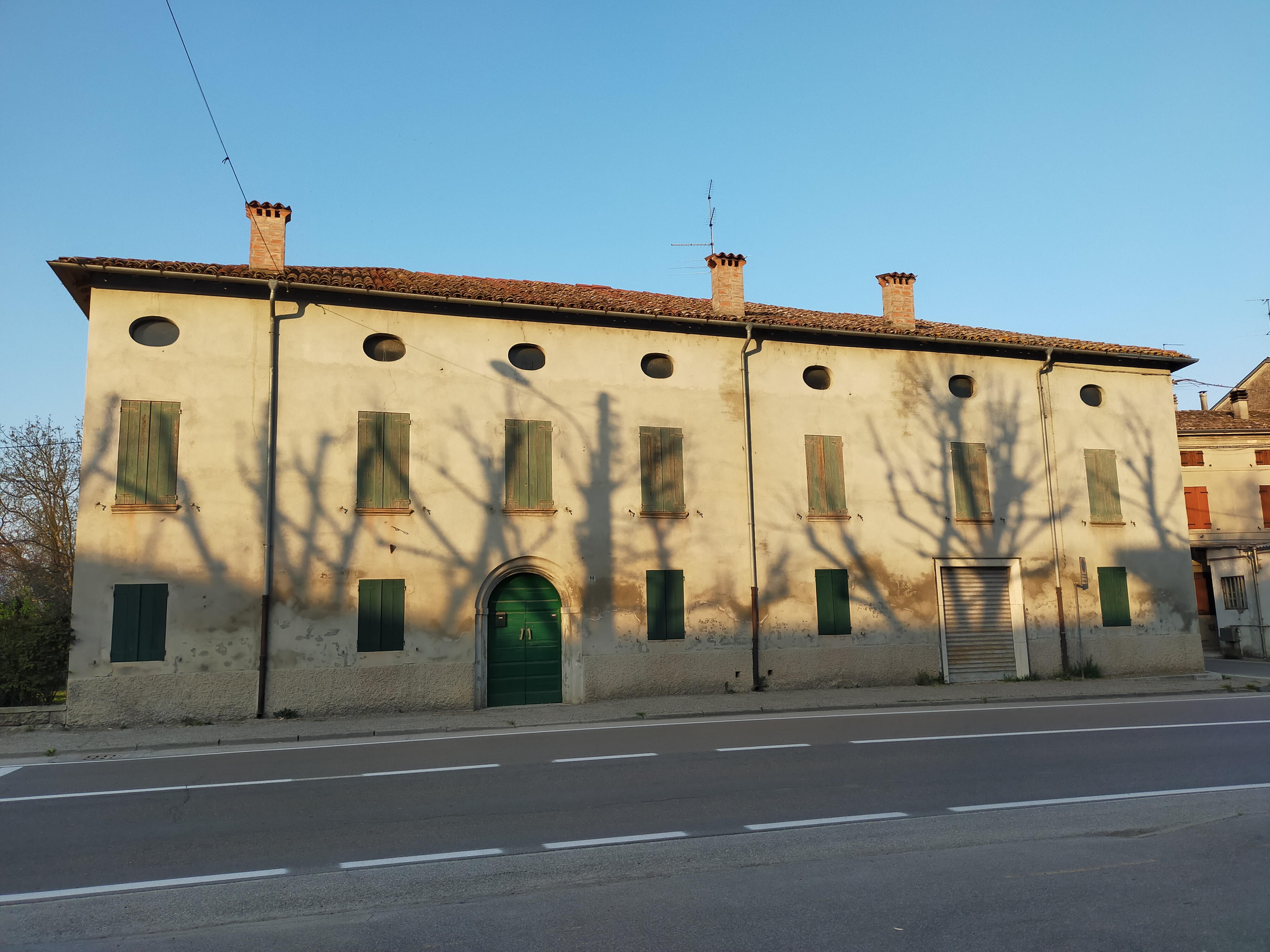
l'antica sede comunale di Mezzani

- vecchio Palazzo municipale di Mezzani (Mezzano Inferiore)

Ospitò il comune di Mezzani fino al 1886 anno in cui la sede fu trasferita in località Parmetta. La sua localizzazione non baricentrica scatenò le contese tra gli abitanti dei diversi paesi del comune fino alla costruzione del nuovo palazzo municipale a Casale. È conosciuto anche come Farmacia vecchia perché ospitò per diversi anni la farmacia del paese.
- Villa Bossi-Bocchi (Bogolese)

È detta anche villa "9 de Julio" dalla lapide incisa su uno dei pilastri d'accesso. In questa sede, nel 1944, si verificò un incontro tra Benito Mussolini, il maresciallo Rodolfo Graziani, il Generale Albert Kesselring e il prefetto di Parma, Cocchi.
- Villa Dall'Olio-Fochi (Sorbolo)

Sita in via Mantova fu edificata ove un tempo sorgeva un antico ospizio dei frati ospedalieri di Altopascio, detti anche frati Pontieri.
- Villa Garbarini-Ceci (Casaltone)
- Villa Godi-Tedeschi (Sorbolo)

Conserva all'interno alcune decorazioni ad opera dell'artista parmigiano Paolo Toschi, cui è dedicato l'istituto di belle arti cittadino.

### Architetture militari
- Torrione di Coenzo

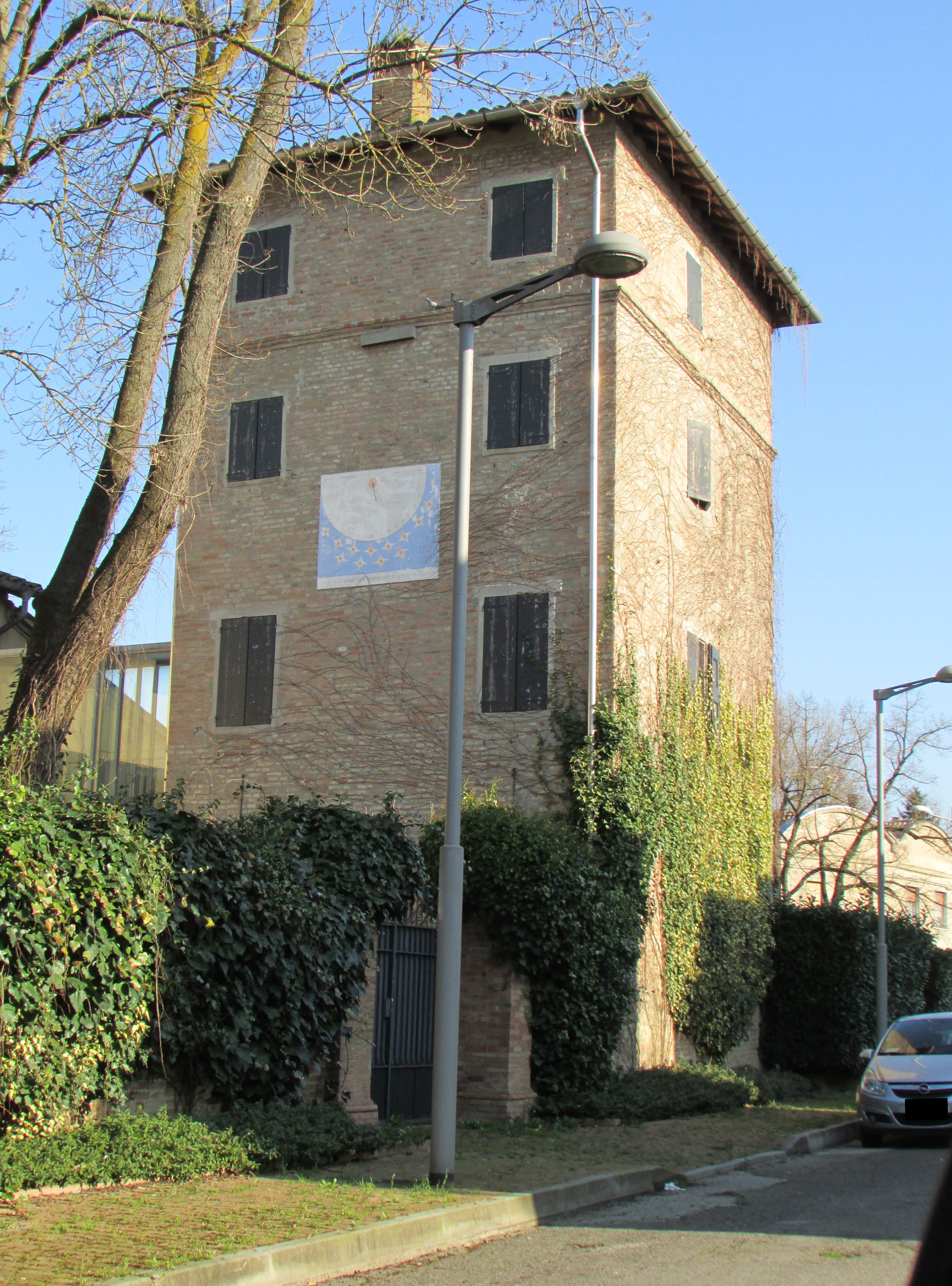
"il Torrione di Coenzo"

Fu edificato nel 1284 assieme a un'altra torre gemella (oggi scomparsa) sulla riva destra dell’Enza per il controllo del passaggio dei natanti sul vicino corso d’acqua. Conteso tra il comune di Parma e la famiglia Da Correggio fu smantellato nel 1329 e in seguito ricostruito nel 1334. Se si escludono i resti dell’antica pieve del capoluogo, è l’edificio più antico del comune di Sorbolo.

### Altro
- Porto Turistico Fluviale (Fiume Po - Casale di Mezzani)

Inaugurato il 30 maggio 2009, si tratta di un Porto Fluviale d'importanza provinciale, studiato anche per usi diportistici pubblici e privati.
- Pista ciclabile Bici Parma Po

Si tratta della principale pista ciclabile della Bassa parmense che si snoda sulla sommità dell'argine destro del Po seguendone il percorso. Da questo tracciato si dipartono poi altre piste secondarie che si inoltrano all'interno della pianura. Si parte da Coenzo al confine con la provincia di Reggio Emilia per arrivare fino al confine con la provincia di Piacenza in prossimità di Polesine Parmense. Nel territorio mezzanese la pista costeggia il percorso della riserva naturale orientata Parma Morta. La ciclovia Bici Parma Po fa parte del circuito EuroVelo 8, percorso che collega Cadice con Atene.
- Terramara in località Pantera (Coenzo)

La terramara della Pantera è stata scoperta solo nel 1980 ad opera del parroco locale. Vi sono stati effettuati solo alcune prospezioni e due sondaggi del 2004 e 2007 durante la realizzazione della vicina strada Cispadana nel tratto tra Coenzo e la strada provinciale 72 Mezzani-Parma. Sono state effettuate considerazioni solo sulla cronologia del sito. In esso è stata inizialmente riscontrata la presenza di torba di origine antropica in seguito sono stati recuperati 111 reperti. Questi come già supposto in precedenza confermano l’attività dell’abitato negli ultimi periodi dell’Età del bronzo, tuttavia sono stati ritrovati anche alcuni manufatti appartenenti al bronzo medio. Gli ultimi ritrovamenti fanno ipotizzare un’occupazione più lunga del sito, forse anche per tutta l’epoca terramaricola. Il reticolato idrico dell’età del bronzo era leggermente diverso da quello odierno: il corso del Po era più spostato a sud, tant’è che il fiume lambiva la terramara di Santa Rosa oggi ubicata tra Boretto e Poviglio e il corso dei torrenti appenninici in pianura aveva un andamento molto più inclinato verso nord-est. Un articolo  riguardante l’idrografia del bacino inferiore dell’Enza nel comune di Sorbolo rivela l’esistenza di dossi fluviali ben visibili a nord-est di Parma. L’autore li attribuisce al Baganza e il fatto che le terramare di Ravadese e Pantera fossero sorte lungo il suo corso ne attesterebbe l’attività durante l’età del bronzo.
- Argine di Sant'Antonio (Casale di Mezzani, Mezzano Rondani)

Oggi ridotto a una semplice carrareccia di poco sopraelevata rispetto al piano di campagna, più arretrato dell'attuale, è ciò che resta dell'antico argine del fiume Po dell'epoca in cui i tre Mezzani erano isole del fiume.

### Aree naturali
- Riserva naturale orientata "Parma Morta"

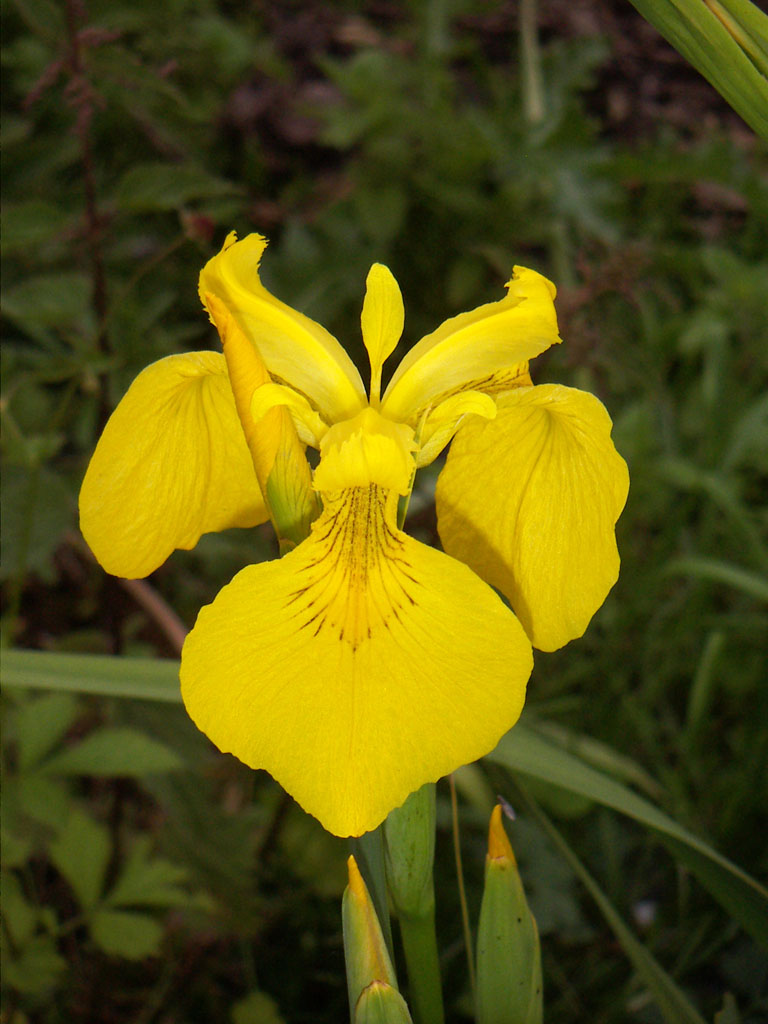
Iris d'acqua

Istituita nel 1990 come riserva naturale regionale, è entrata a far parte in qualità di SIC e ZPS del progetto Rete Natura 2000. È situata lungo l'alveo abbandonato del torrente Parma che fino al XIX secolo confluiva nell'Enza. Dal punto di vista vegetazionale possiamo trovare lungo le sponde le tipiche essenze igrofile come pioppo, salice bianco e ontano mentre all'interno delle acque stagnanti prevale il cariceto. 

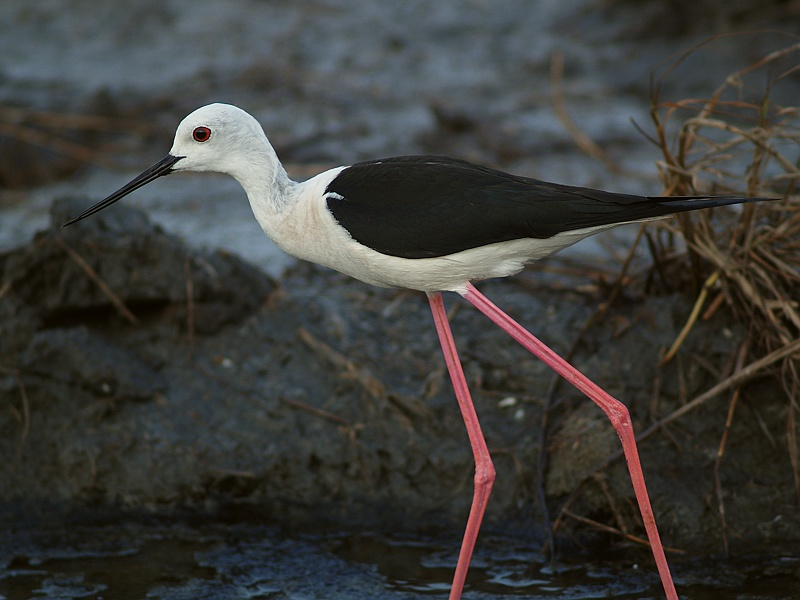
Cavaliere d’Italia

Nelle zone circostanti meno umide si possono osservare specie più spiccatamente mesofile come farnia, ciliegio selvatico, olmo e acero campestre. Importante rifugio per anfibi, rettili e uccelli, vi nidificano alcune delle specie obiettivo della direttiva Uccelli della Comunità Europea. Costituisce un corridoio ecologico tra i torrenti Parma ed Enza e uno degli ultimi ambienti umidi di una pianura fortemente antropizzata.
- Acquario (Mezzano Inferiore)

All'interno della riserva naturale orientata Parma Morta è presente il Centro di Cultura Ambientale di fiume Po, al cui interno è presente l'Acquario Biosfera di Parma in cui sono ospitate alcune delle specie ittiche presenti nel bacino del Po, come tinche, pesce gatto americano, luccio italico, siluro, cavedano e granchio di fiume. La struttura è ospitata in una tipica casa contadina della golena del Po, chiusa a seguito dell'esondazione del Po del 2014 è stata ristrutturata di recente in collaborazione con l'Ente di Gestione per i Parchi e la Biodiversità - Emilia Occidentale e riaperta al pubblico nell'aprile 2024.

## Società

### Evoluzione demografica
Abitanti censiti

### Etnie e minoranze straniere
Al 31 dicembre 2023 i residenti stranieri sono 1.576, pari all'11,82% della popolazione.

### Lingua e dialetti
Oltre alla lingua italiana, a Sorbolo Mezzani non sono ufficialmente riconosciute altre lingue. Il dialetto locale è il Dialetto parmigiano, in particolare nella zona di Mezzani situata al confine con la regione Lombardia, si parla un vernacolo contaminato dal casalasco-viadanese.

### Religione
La religione maggiormente praticata nel comune è, come per l'Italia, quella cattolica.
Va tuttavia segnalata la presenza di metodisti a Mezzano Inferiore a partire dal 1863. A seguito dei dissidi intercorsi tra il parroco del tempo e alcune famiglie, queste contattarono alcuni predicatori protestanti e nell'arco di poco tempo prese corpo la nuova comunità religiosa. Questo gruppo un tempo numeroso e influente (disponeva anche di proprie scuole), nel corso del XX secolo andò man mano scemando; tra la fine del XX secolo e gli inizi del XXI secolo è stata rimpolpata dall'arrivo di immigrati stranieri correligionari provenienti dall'Africa.
Don Giovanni Bernini fu parroco di Mezzano Inferiore dal 1929 fino alla morte avvenuta nel 1972. È in corso la sua causa di beatificazione di cui nel 1997 è terminata positivamente la fase diocesana. Fu uno dei sacerdoti a cui si ispirò lo scrittore Giovannino Guareschi, per la creazione del personaggio letterario di don Camillo.
Il comune di Mezzani gli ha intitolato una via e la sala civica di Mezzano Inferiore.

### Tradizioni e folclore
- La "Fasagna"

Si tratta di un tradizionale rito propiziatorio per i raccolti delle campagne che si celebra la sera del 5 gennaio. Viene allestita una catasta con legname, residui di potature e altro materiale di scarto cui viene dato fuoco dopo il tramonto. Mentre il falò arde, i partecipanti girano attorno al fuoco recitando la seguente filastrocca:

### Etnie e minoranze straniere
Al 31 dicembre 2022 c'erano 1.485 stranieri, pari all'11,42% della popolazione.

## Cultura

### Musei
Nella frazione di Coenzo si trova la Casa delle contadinerie. Inaugurata il 30 settembre 2012, è un museo etnografico che illustra la vita quotidiana, gli usi e i costumi della popolazione della zona tra il XIX e il XX secolo

### Media

#### Televisione
Alcune scene della mini serie televisiva La certosa di Parma sono state girate sulle rive del Po nella zona di Mezzani.

### Cinema
Il film cortometraggio dedicato alla Resistenza partigiana, Vercinge, ambientato nelle campagne di Mezzano Rondani nel 1944, riporta in luce i drammi della guerra civile vissuti nella Bassa parmense. Diretto da Matteo Macaluso, è stato riconosciuto come Miglior film cortometraggio 2010 del MArteLive festival di Roma.
Nel 2021 sono state girate a Mezzani diverse scene del cortometraggio C'erano due ragazzi. Due partigiani sempre diretto dal regista Matteo Macaluso. Il filmato narra le vicende dei partigiani Bruno Bocconi di Mezzano Inferiore e Mirko Andreoli di Coenzo morti nel 1945 ed entrambi insigniti della medaglie d'oro al valor militare.

### Musica

#### Concerto Cantoni
A Casale di Mezzani nella seconda metà del XIX secolo venne fondato il concerto Cantoni, formazione musicale popolare che divenne celebre tra la provincia di Parma e zone limitrofe. Alcuni dei componenti di questo gruppo diedero a loro volta vita ad altre famose formazioni musicali.
Uno di questi fu il maestro Pinazzi che agli inizi del 900 a Bocca d'Enza fondò l'omonimo concerto a fiato. A differenza del concerto Cantoni si dedicò principalmente alla musica folkloristica e da ballo.

#### Mezzabanda
È un’associazione bandistica nata nel 2013 ad opera di Marco Pierobon, docente di tromba presso i conservatori di Bolzano e Reggio Emilia e attuale direttore del gruppo.  La banda è affiancata da una scuola di musica riconosciuta dalla regione Emilia-Romagna.

### Cucina
Tra i piatti tipici e prodotti della zona, si segnalano:
- Tortelli di erbette
- Tortej dols
- Tortello verde alle ortiche
- Salame gentile
- Culatello
- Parmigiano-Reggiano
- Anolini

### Eventi
- Al gir d'la cova dal gozén, manifestazione gastronomica, sportiva e ricreativa che si tiene a Sorbolo negli anni pari e a Mezzano Inferiore in quelli dispari. La manifestazione, nata nel 2005 e si svolge nel mese di gennaio, è curata dalle associazioni di volontariato locali, è luogo dove si possono degustare i tipici piatti con menù a tema a base di maiale, compresi gli insaccati della Bassa parmense[82][83].
- Autunno Musicale Mezzanese, rassegna musicale che si articola in diversi concerti tenuti da novembre a dicembre nella zona di Mezzani. I generi proposti variano dalla musica classica, al jazz, alla musica da camera per terminare con uno spettacolo bandistico. Tra gli artisti partecipanti alle varie edizioni si possono citare: Fabrizio Bosso, Julian Olivier Mazzariello, Tatiana Larionova, The Bass Gang, Davide Cabassi, Silvia Leggio, Gianluca Scipioni, Aemme Duo, Mauro Carra, Gomalan Brass Quintet, Tiger Dixie Band, Saxofollia, Paolo Cevoli[84][85][86].

## Geografia antropica

### Urbanistica
L’urbanistica di Sorbolo Mezzani è stata influenzata dalle diversità storiche e geografiche dei due ex comuni originari. Tutti i paesi nacquero come centri prevalentemente agricoli, dal momento dell'istituzione come comuni in epoca napoleonica e per tutto il XIX secolo Mezzani e Sorbolo ebbero approssimativamente la stessa popolazione. Nei primi censimenti effettuati il primo aveva oltre 4 000 abitanti mentre il secondo alcune centinaia di abitanti in meno. A partire dal XX secolo tuttavia, iniziarono a diversificarsi: specialmente il paese di Sorbolo, favorito dall'essere posizionato sulla strada statale della Cisa nei pressi dell'attraversamento dell'Enza ha conosciuto una crescita costante fino ad oggi, mentre Mezzani, più periferico e meno servito dai mezzi di comunicazione ha mantenuto una popolazione costante nella prima metà del XX secolo, ha subito un calo di abitanti nel secondo dopoguerra per tornare nuovamente a crescere a partire dagli anni '80 del 900.

#### Mezzani
I quattro principali centri abitati sorsero in corrispondenza di altrettante ex isole fluviali. La prima a formarsi fu quella di Casale, dove già nel XII secolo era presente una chiesa. Successivamente nacquero quella corrispondente all'attuale Mezzano Superiore e dopo il 1306 l'isola su cui sorse Mezzano Inferiore. Mezzano Rondani fondato inizialmente sulla sponda cremonese, nel XV secolo verrà a trovarsi su un'isola fluviale poi saldata con la sponda parmense.
I territori di Mezzano Superiore e Inferiore furono per secoli sotto la giurisdizione del Vescovo di Parma. Questi diede le nuove terre dei Mezzani in enfiteusi alle famiglie di contadini che si fossero impegnati a coltivarle. L'enfiteusi è un contratto di lunga durata che prevede canoni ridotti in cambio del miglioramento delle terre date in concessione, nel medioevo era pertanto tipico dei terreni marginali appena conquistati alla coltura e di cui si volesse favorire il popolamento.

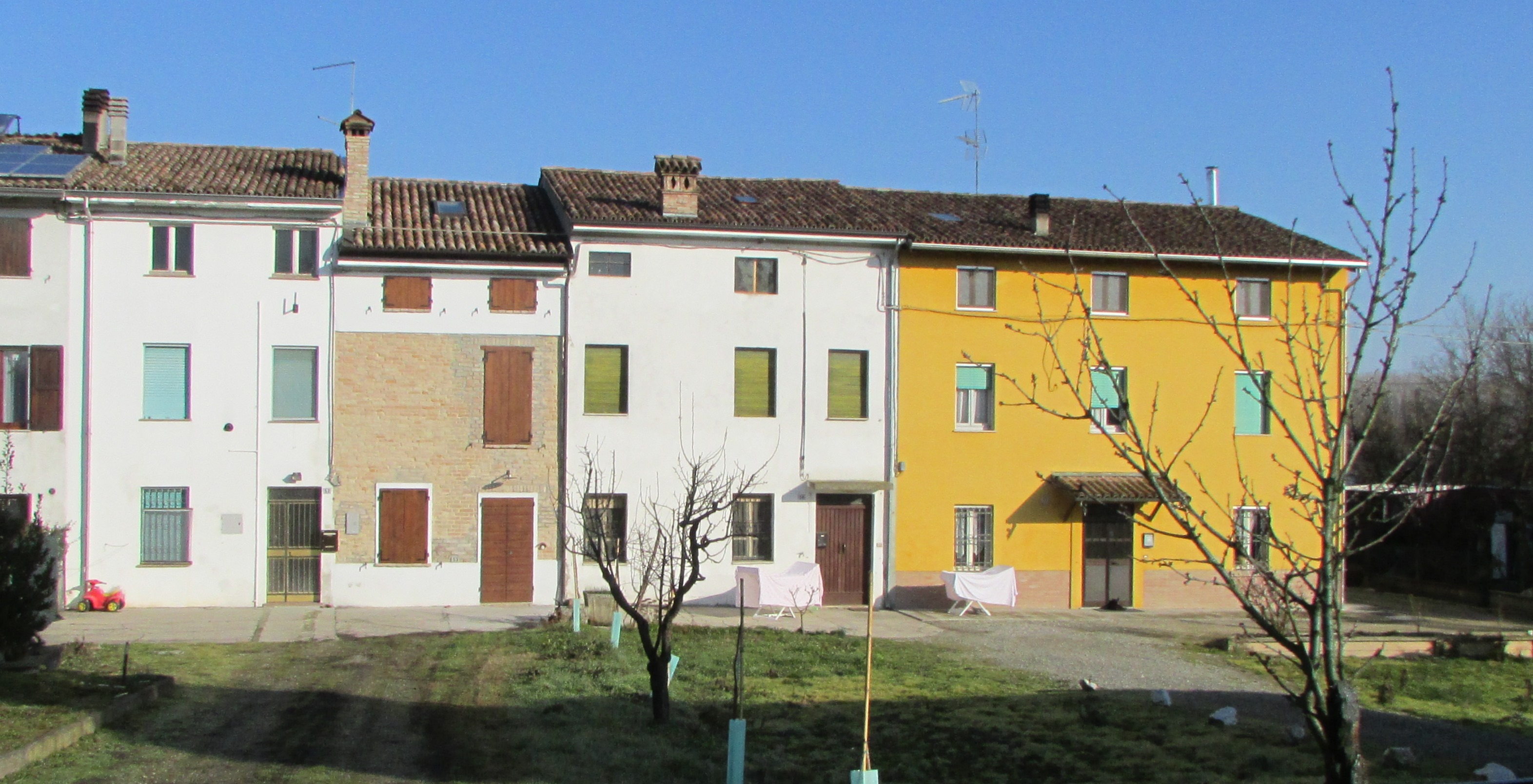
case a schiera rurali

Le prime dimore sorsero sui terreni più elevati delle ex isole nei pressi dell'attuale strada provinciale. Come in altri centri lungo le rive del Po troviamo una caratteristica conformazione allungata; le abitazioni si snodano lungo una strada sinuosa che ricalca le antiche anse del fiume. Si tratta di un insediamento lineare parallelo al corso d’acqua, una delle due tipiche conformazioni dei centri abitati in aree fluviali. Questo tipo di struttura urbana nasce solitamente in corrispondenza di dossi fluviali o di un argine che lo riparano dalle inondazioni. Si tratta insediamenti aperti e non fortificati; ne sono un tipico esempio i paesi di Dosolo, Sustinente e Revere. La particolarità del tracciato lineare è ancor più marcato quando come nei Mezzani il popolamento fu realizzato da un latifondista per mezzo dell'enfiteusi. Un caso simile si ha anche nella vicina Sanguigna dove il proprietario terriero era il monastero di San Giovanni.
Col passare del tempo le originarie abitazioni saranno ampliate, aggiungendo via via nuove porzioni laterali per ospitare le famiglie dei figli o dei fratelli. Si verranno a formare delle caratteristiche case a schiera rurali tipiche dei centri abitati. In aperta campagna saranno invece edificate abitazioni con la porta morta. Si tratta di una tipologia diffusa in tutta la pianura emiliana occidentale in cui un grande portico aperto sia anteriormente che posteriormente collega e separa la porzione dell'edificio in cui risiedono il contadino e la famiglia da quella che ospita stalla e fienile. Nei secoli passati, nei paesi di Mezzani non venne creata una piazza centrale come in centri vicini quali Colorno, Brescello, Pomponesco. Se si esclude quella di Mezzano Superiore, tutte le attuali piazze risalgono solo al XX secolo. L'assenza di un feudatario legato al territorio, interessato a realizzare architetture che dessero lustro alla casata nonché la frammentazione della proprietà privata, impedirono l'attuazione di un assetto urbanistico unitario.
Gli unici interventi urbanisitici e paesaggistici di un certo rilievo furono la costruzione del Palazzo del Vescovo a Mezzano Superiore ad opera di Ferdinando Farnese, la corte Bonvisi alle Ghiare con il disegno di strade e sistemazione razionale del territorio circostante ancora oggi visible. Non va dimenticata la regimazione dei canali mezzanesi ad opera dell'ingegnere Smeraldo Smeraldi: si possono visionare ancora oggi tutte le carte dettagliate del territorio mezzanese da lui realizzate nel corso dei suoi lavori.
Negli ultimi decenni la tendenza a spostarsi dai maggiori centri urbani verso i centri nelle immediate vicinanze, che offrono minori costi degli immobili e migliori condizioni ambientali, ha portato a Mezzani una discreta espansione edilizia. Il comune ha redatto delle linee guida per regolamentare lo sviluppo delle nuove aree edificabili. Tali direttive prevedono che le nuove lottizzazioni siano progettate come completamento o ingrandimento dei centri urbani presenti piuttosto che seguire in modo nastriforme le strade come in passato.

#### Sorbolo
Sorbolo e Coenzo furono fondati in posizioni strategiche, nei pressi dell'attraversamento del torrente Enza e come gli altri centri agricoli del comune sorsero in corrispondenza di dossi fluviali. Alcuni di questi paesi nel corso del tempo presero la forma di piccoli borghi come nel caso di Coenzo e Sorbolo, altri quali Frassinara e Ramoscello rimasero allo stato di case sparse o di piccoli raggruppamenti di abitazioni stretti attorno alla chiesa parrocchiale o di altri edifici di maggior rilievo come nel caso di Enzano, Bogolese e Casaltone.
Nel 1806 alla data della fondazione, il comune aveva un migliaio di abitanti di cui appena un'ottantina residenti nel paese di Sorbolo.  Si trattava di un comune prevalentemente agricolo dove tuttavia era presente qualche abitazione di rilievo quali alcune ville padronali dei proprietari terrieri locali.
Agli inizi del '900 iniziarono a stabilirsi a Sorbolo le prime attività industriali e la popolazione del paese cominciò a crescere, per avere un'ulteriore impennata a partire dal secondo dopoguerra. È in questo periodo infatti che iniziò la vera e propria trasformazione di Sorbolo da centro agricolo a centro industriale e manifatturiero con la realizzazione di diverse nuove aree di espansione edilizia. A partire dagli anni '80 del '900 questa espansione è stata ulteriormente rafforzata dal trasferimento di popolazione dalla vicina Parma verso i comuni limitrofi in cerca di immobili a prezzi più contenuti ma non lontani dal centro cittadino. In quest'ultima fase è stato oggetto di un forte sviluppo anche il centro di Bogolese. Oggi il paese di Sorbolo è uno dei maggiori centri della Bassa parmense orientale; è un insediamento sviluppato in modo equilibrato, in stretto rapporto con la vicina città di Parma ma al contempo anche legato alla vicina provincia di Reggio Emilia..

## Economia

### Agricoltura
Il territorio di Sorbolo Mezzani è attraversato da fiumi e canali che garantiscono un facile approvvigionamento idrico, il loro apporto di sedimenti fluviali nel corso dei secoli ha contribuito a incrementare la fertilità dei terreni circostanti.

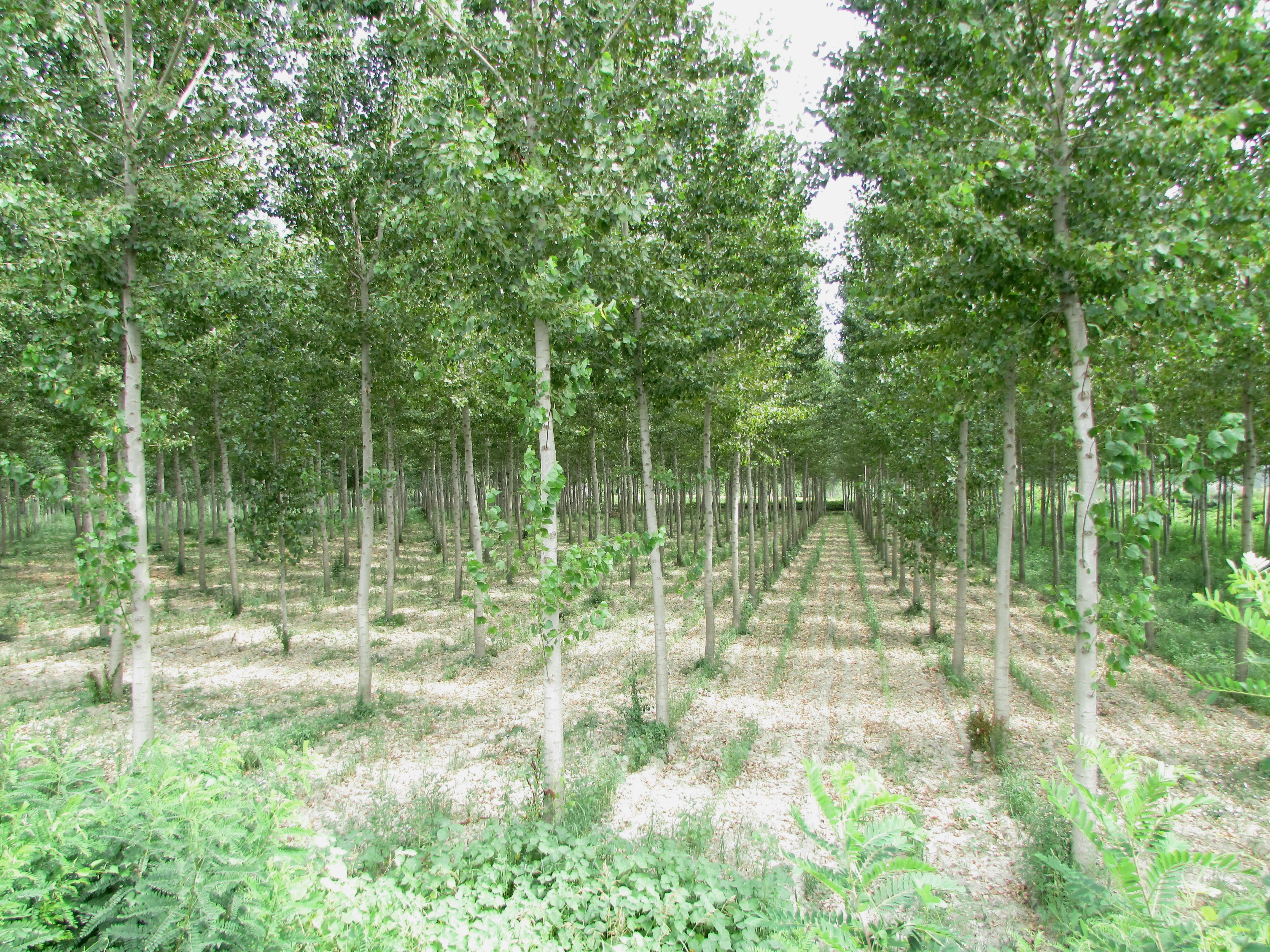
Un pioppeto nella golena delle Ghiare Bonvisi

Le coltivazioni tipiche del territorio sono cereali (granoturco, frumento, orzo), foraggi (tipicamente erba medica) e colture specializzate per l'industria alimentare quali barbabietola da zucchero
, pomodoro, soia. A livello ortofrutticolo sono diffuse le coltivazioni di cipolla, melone e cocomero.
La viticoltura, seppure come coltura promiscua, fu notevolmente diffusa fino alla fine degli anni 70; in seguito è stata progressivamente abbandonata. Veniva utilizzato l'impianto a pergola doppia che garantiva produzioni abbondanti ma di scarsa qualità con l'impiego di molta manodopera. A seguito della modernizzazione del comparto viticolo, del mutamento del mercato che richiedeva minori quantità ma maggiore qualità dei vini, si preferì dismettere le vecchie vigne invece di investire in impianti più razionali come avvenne nella vicina pianura reggiana.
Molto diffusa è la pioppicoltura industriale, questa interessa come monocoltura la totalità delle golene aperte e marginalmente le aree limitrofe con terreni limosi o sabbiosi. Fino a metà del XX secolo nella zona inondabile dal fiume Po e del torrente Enza era invece presente il bosco naturale, sfruttato come ceduo o fustaia. Oggi la coltura è condotta con criteri intensivi e finalizzata alla produzione di materiale legnoso di qualità per la trasformazione industriale. Negli ultimi anni la coltivazione del pioppo ha però conosciuto un certo declino, dovuto sia alla concorrenza del prodotto estero sia alla comparsa di nuove problematiche fitosanitarie.
Fino al XIX e al XX secolo erano diffuse anche la risicoltura, la coltivazione del tabacco e della canapa nonché l'allevamento dei bachi da seta. 
Il riso fino alla seconda metà dell'800 occupava i terreni argillosi a sud di Casale e a ovest di Coenzo che, da sempre afflitti dal problema del ristagno idrico, risultavano idonei a questa coltura. La risicoltura fu poi abbandonata anche grazie al miglioramento delle opere di bonifica operato a inizio del XX secolo.
Sono presenti sul territorio diverse aziende con bovini allevati principalmente per la produzione del formaggio Parmigiano-Reggiano.

### Industria e artigianato

#### Sorbolo
Fino agli inizi del XX secolo l'economia dell’ex comune fu legata all’agricoltura.
Nei primi decenni del ‘900 Iniziarono a insediarsi le prime attività industriali a Sorbolo. A partire dal secondo dopoguerra il settore secondario divenne sempre più importante per l’economia del territorio con la nascita di industrie meccaniche, alimentari, di laterizi, di lavorazione del legno. Agli inizi del XXI secolo il comune contava 900 aziende (senza distinzioni tra quelle appartenenti a primario, secondario o terziario). Oltre alle produzioni tradizionali riguardanti i settori meccanico e alimentare si sono insediate anche aziende operanti in settori più moderni quali l’elettrotecnica e l’informatica. Grazie alla sua posizione al confine tra le provincie di Parma e di Reggio Emilia su un’importante via di comunicazione che le collega, il centro di Sorbolo in particolare si propone come punto di attrazione di investimenti e come sede di importanti attività commerciali e produttive.

#### Mezzani

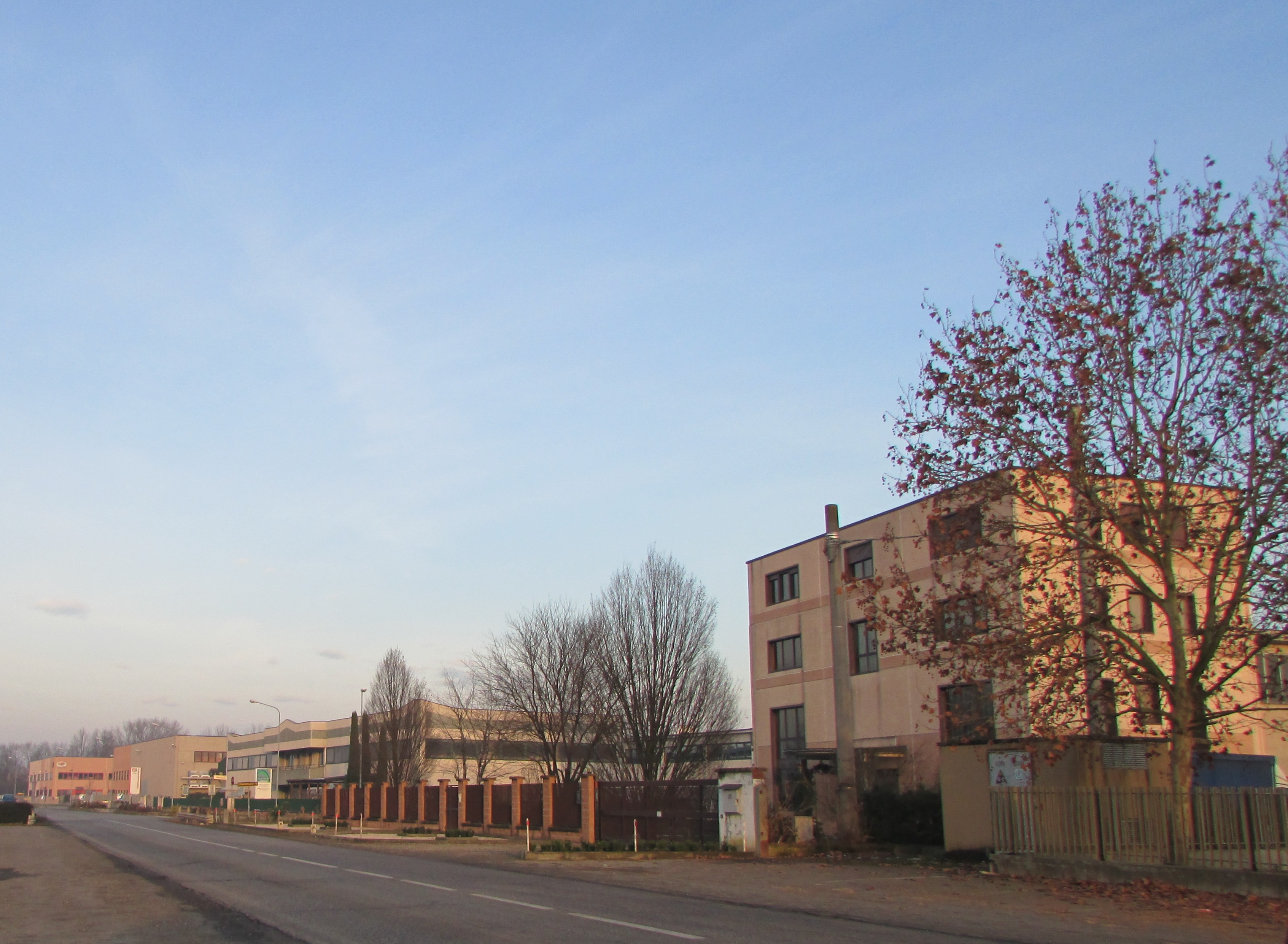
L'area produttiva di Casale

L'economia locale è stata per lungo tempo legata principalmente al settore primario. Anche le prime imprese che sorsero riguardarono in gran parte la lavorazione e la commercializzazione dei prodotti agricoli locali.
I boschi golenali furono sempre una grossa risorsa per Mezzani, per questo diverse delle prime attività erano legate alla trasformazione e alla commercializzazione del legname. Una particolarmente manifattura legata al territorio era la produzione delle fascere (in dialetto fassèri) per il formaggio Parmigiano-Reggiano realizzate col legno tenero del pioppo fino alla seconda metà del XX secolo.
La prima vera attività industriale fu impiantata a Mezzano Inferiore dopo la prima guerra mondiale da Angelo Fantini; egli edificò una fornace di laterizi nella località che ancora oggi porta tale nome.  L'azienda però nel 1930 venne trasferita nella vicina Viadana.
Si dovette attendere il secondo dopoguerra per vedere impiantare delle nuove attività propriamente industriali; tra cui un macello avicolo, uno stabilimento enologico e un'industria chimica per la produzione dell'enocianina a Mezzano Inferiore e un'attività di trasformazione del legno a Mezzano Superiore.
Fu tuttavia solo negli anni 80 che vennero realizzate le prime vere e proprie aree industriali/artigianali a Casale e Mezzano Inferiore. Tra la fine degli anni 90 e i primi anni 2000 si è particolarmente sviluppata l'area produttiva di Casale, grazie alla sua posizione, all'incrocio tra le strade provinciali Parma – Mezzani che l'attraversano in direzione nord-sud e la provinciale padana orientale che lambisce a nord l'abitato, a poco più di 10 km da Parma e dal suo casello autostradale. Qualche chilometro a sud dell'insediamento è stato realizzato inoltre un primo tratto della Cispadana, asse stradale di importanza regionale che da Piacenza attraverserà tutta la zona a nord della regione per giungere fino alla provincia di Ferrara

## Infrastrutture e trasporti

### Strade
Il comune è attraversato da:
- Strada Statale 62 della Cisa
- Strada Provinciale 34 - Padana orientale
- Strada Provinciale 60 – Sorbolo-Coenzo
- Strada Provinciale 72 - Parma – Mezzani
- Strada Provinciale 73 – di Casaltone[114]
- Strada Provinciale 118R - Si tratta del primo stralcio della Cispadana in provincia di Parma completato nel 2009[5][115].

### Ferrovie
Sorbolo è dotato di una stazione ferroviaria sulla linea Parma-Suzzara.
Mezzani è servito dalla stazione di Mezzani-Rondani, posta sulla ferrovia Brescia-Parma.

### Mobilità urbana
Sorbolo è servito da due autolinee: è capolinea dell'autobus 21 della parmigiana TEP che collega, a cadenza oraria, il paese col capoluogo provinciale ed è dotato di alcune fermate sulla linea extraurbana 71 della società mantovana APAM che collega Parma con Viadana, passando per Brescello.
L'area di Mezzani è collegata col capoluogo provinciale da 3 linee extraurbane della società di trasporti TEP di cui Mezzano Inferiore è il capolinea: 2820 - 2815 - 2822, è inoltre collegato tramite la linea 2840 con San Secondo Parmense.

## Amministrazione
| Periodo         | Periodo        | Primo cittadino | Partito | Carica              | Note    |
| --------------- | -------------- | --------------- | --- | ------------------- | ------- |
| 1º gennaio 2019 | 27 maggio 2019 | Sergio Pomponio | | Comm. straordinario |         |
| 27 maggio 2019  | 9 giugno 2024  | Nicola Cesari   | lista civica di centro-sinistra Sorbolo Mezzani per il nuovo comune - Cesari sindaco (coalizione con Partito Democratico, Italia Viva, lista civica di centro Volontà Civica Sorbolo Mezzani e indipendenti) | Sindaco             | [ 117 ] |
| 10 giugno 2024  | in carica      | Nicola Cesari   | lista civica di centro-sinistra Sorbolo Mezzani Guarda al Futuro - Cesari sindaco (coalizione con Partito Democratico, lista civica di centro Volontà Civica Sorbolo Mezzani e indipendenti)                 | Sindaco             | [ 117 ] |

## Sport

### Calcio
Nel comune sono presenti tre società di calcio.
- A Mezzani è presente il Mezzani S.C. che milita nel girone D di Seconda Categoria.[118] e disputa le proprie gare interne nel campo ubicato nei pressi del palazzo municipale di Casale di Mezzani.
- A Sorbolo: A.S.D. Sorbolo e A.C.D. Biancazzurra, che hanno disputato campionati dilettantistici regionali.

### Ciclismo
- Coppa Franco Quagliotti

Gara ciclistica che si tiene a Mezzano Inferiore attualmente per la categoria allievi e nelle edizioni passate per la categoria élite/under 23. La competizione si tenne per la prima volta nel 1964 e venne intitolata a Franco Quagliotti, un ciclista mezzanese scomparso prematuramente. Un tempo la gara si teneva nel mese di aprile e si è disputata ininterrottamente fino alla fine degli anni '80. È stata successivamente riproposta a partire tra il 2001 e il 2015 nel mese di luglio grazie al supporto fornito dall'associazione ciclistica Gruppo Sportivo Parmense e da un gruppo di volontari e appassionati di ciclismo del paese. Nel 2018 la gara è stata nuovamente riproposta grazie al supporto della Scuola di ciclismo Parma A.S.D. grazie al supporto fornito dall'associazione ciclistica Gruppo Sportivo Parmense
Il percorso da compiere consta di un percorso di 6 km da ripetere 22 volte. Una parte di questa corsa si svolge sulla sommità dell'argine maestro che fino all'anno 2000 era in ghiaia e ciò la rendeva particolarmente difficoltosa e a rischio di forature, anche per questo veniva considerata una competizione 'eroica'. Tra i vincitori delle passate edizioni si possono citare Giacomo Nizzolo, Francesco Reda, Manuel Belletti e Luciano Armani.